# Sztárban sztár (második évad)
A Sztárban sztár című zenés show-műsor második évadja 2014. szeptember 7-én vette kezdetét a TV2-n. A zsűritagok Hajós András, Liptai Claudia, Majoros Péter, valamint az első széria győztese Bereczki Zoltán voltak, aki Lakatos Márkot váltotta a zsűriszékben. Az első évad házigazdája, Friderikusz Sándor 2014. június 24-én bejelentette, hogy a második évad műsorvezetését már nem vállalja. A második évad műsorvezetője Till Attila lett.
Az évad nyolc részes volt, vasárnaponként sugározta a TV2. A döntőre 2014. október 26-án került sor, ahol a második széria győztese Pál Dénes lett, így ő nyerte el „Magyarország legsokoldalúbb előadóművésze” címet 2014-ben. Az évad során összesen 78 produkciót és 86 átalakulást láthattak a nézők.

## Versenyzők

### Férfi énekesek
- Hevesi Tamás
- Kökény Attila
- Nagy Sándor
- Pál Dénes
- Sipos Péter
- Vastag Tamás

### Női énekesek
- Dukai Regina
- Keresztes Ildikó
- Koós Réka
- Pásztor Anna
- Tóth Vera
- Völgyi Zsuzsi

## Összesített eredmények
| – Az előadó továbbjutott                          |
| – A két legkevesebb szavazattal rendelkező előadó |
| – Az előadó kiesett                               |

| #   | Előadó           | 1. adás (szeptember 7.) | 2. adás (szeptember 14.) | 3. adás (szeptember 21.) | 4. adás (szeptember 28.) | 5. adás (október 5.)  | 6. adás (október 12.) | 7. adás (október 19.) | 8. adás (október 26.)   |
| --- | ---------------- | ----------------------- | ------------------------ | ------------------------ | ------------------------ | --------------------- | --------------------- | --------------------- | ----------------------- |
| 1.  | Pál Dénes        | Továbbjutott            | Továbbjutott             | Továbbjutott             | Továbbjutott             | Továbbjutott          | Továbbjutott          | Továbbjutott          | 1. helyezett a döntőben |
| 2.  | Hevesi Tamás     | Továbbjutott            | Továbbjutott             | Továbbjutott             | Továbbjutott             | Utolsó kettő          | Utolsó kettő          | Továbbjutott          | 2. helyezett a döntőben |
| 3.  | Tóth Vera        | Továbbjutott            | Továbbjutott             | Továbbjutott             | Továbbjutott             | Továbbjutott          | Továbbjutott          | Utolsó kettő          | 3. helyezett a döntőben |
| 4.  | Kökény Attila    | Továbbjutott            | Továbbjutott             | Továbbjutott             | Továbbjutott             | Továbbjutott          | Továbbjutott          | Továbbjutott          | 4. helyezett a döntőben |
| 5.  | Vastag Tamás     | Továbbjutott            | Utolsó kettő             | Utolsó kettő             | Továbbjutott             | Továbbjutott          | Továbbjutott          | Továbbjutott          | 5. helyezett a döntőben |
| 6.  | Keresztes Ildikó | Továbbjutott            | Továbbjutott             | Továbbjutott             | Utolsó kettő             | Továbbjutott          | Továbbjutott          | Utolsó kettő          | Kiesett a 7. adásban    |
| 7.  | Sipos Péter      | Továbbjutott            | Továbbjutott             | Továbbjutott             | Továbbjutott             | Továbbjutott          | Utolsó kettő          | Kiesett a 6. adásban  | Kiesett a 6. adásban    |
| 8.  | Dukai Regina     | Utolsó kettő            | Továbbjutott             | Továbbjutott             | Továbbjutott             | Utolsó kettő          | Kiesett az 5. adásban | Kiesett az 5. adásban | Kiesett az 5. adásban   |
| 9.  | Pásztor Anna     | Továbbjutott            | Továbbjutott             | Továbbjutott             | Utolsó kettő             | Kiesett a 4. adásban  | Kiesett a 4. adásban  | Kiesett a 4. adásban  | Kiesett a 4. adásban    |
| 10. | Koós Réka        | Továbbjutott            | Továbbjutott             | Utolsó kettő             | Kiesett a 3. adásban     | Kiesett a 3. adásban  | Kiesett a 3. adásban  | Kiesett a 3. adásban  | Kiesett a 3. adásban    |
| 11. | Nagy Sándor      | Továbbjutott            | Utolsó kettő             | Kiesett a 2. adásban     | Kiesett a 2. adásban     | Kiesett a 2. adásban  | Kiesett a 2. adásban  | Kiesett a 2. adásban  | Kiesett a 2. adásban    |
| 12. | Völgyi Zsuzsi    | Utolsó kettő            | Kiesett az 1. adásban    | Kiesett az 1. adásban    | Kiesett az 1. adásban    | Kiesett az 1. adásban | Kiesett az 1. adásban | Kiesett az 1. adásban | Kiesett az 1. adásban   |

## Adások

### 1. adás (szeptember 7.)
- Közös produkció: Love Me Again (John Newman)

| #  | Előadó           | Dal                         | Eredeti előadó                    | Pontozás     | Pontozás       | Pontozás        | Pontozás | Pontozás | Eredmény      |
| #  | Előadó           | Dal                         | Eredeti előadó                    | Hajós András | Liptai Claudia | Bereczki Zoltán | Majka    | Összesen | Eredmény      |
| -- | ---------------- | --------------------------- | --------------------------------- | ------------ | -------------- | --------------- | -------- | -------- | ------------- |
| 1  | Tóth Vera        | Forget You                  | Cee Lo Green                      | 9            | 9              | 8               | 8        | 34       | Továbbjutott  |
| 2  | Koós Réka        | Szállj velem                | Vincze Lilla (Napoleon Boulevard) | 8            | 9              | 9               | 8        | 34       | Továbbjutott  |
| 3  | Nagy Sándor      | Honky Tonk Woman            | Janicsák István (Z’Zi Labor)      | 9            | 10             | 9               | 9        | 37       | Továbbjutott  |
| 4  | Hevesi Tamás     | What a Wonderful World      | Louis Armstrong                   | 8            | 8              | 9               | 8        | 33       | Továbbjutott  |
| 5  | Keresztes Ildikó | Hung Up                     | Madonna                           | 9            | 9              | 7               | 8        | 33       | Továbbjutott  |
| 6  | Sipos Péter      | A felszarvazottak balladája | Deák Bill Gyula                   | 9            | 9              | 10              | 8        | 36       | Továbbjutott  |
| 7  | Pásztor Anna     | A jó, a rossz és a Kartel   | Ganxsta Zolee                     | 8            | 9              | 9               | 9        | 35       | Továbbjutott  |
| 8  | Vastag Tamás     | Imagine                     | John Lennon                       | 8            | 9              | 7               | 8        | 32       | Továbbjutott  |
| 9  | Kökény Attila    | Rise Like a Phoenix         | Conchita Wurst                    | 10           | 10             | 9               | 10       | 39       | Továbbjutott  |
| 10 | Dukai Regina     | Livin’ on a Prayer          | Jon Bon Jovi (Bon Jovi)           | 8            | 7              | 6               | 8        | 29       | Utolsó előtti |
| 11 | Völgyi Zsuzsi    | Touch Me (I Want Your Body) | Samantha Fox                      | 8            | 8              | 8               | 8        | 32       | Kiesett       |
| 12 | Pál Dénes        | Kedvesem (Zoohacker Remix)  | ByeAlex                           | 8            | 8              | 7               | 7        | 30       | Továbbjutott  |

### 2. adás (szeptember 14.)
| #  | Előadó           | Dal                     | Eredeti előadó              | Pontozás     | Pontozás       | Pontozás        | Pontozás | Pontozás | Eredmény      |
| #  | Előadó           | Dal                     | Eredeti előadó              | Hajós András | Liptai Claudia | Bereczki Zoltán | Majka    | Összesen | Eredmény      |
| -- | ---------------- | ----------------------- | --------------------------- | ------------ | -------------- | --------------- | -------- | -------- | ------------- |
| 1  | Koós Réka        | Wrecking Ball           | Miley Cyrus                 | 8            | 9              | 9               | 10       | 36       | Továbbjutott  |
| 2  | Sipos Péter      | Túl szexi lány          | Zoltán Erika                | 8            | 8              | 8               | 9        | 33       | Továbbjutott  |
| 3  | Nagy Sándor      | Pálinka dal             | Mező Misi (Magna Cum Laude) | 7            | 8              | 8               | 8        | 31       | Kiesett       |
| 4  | Pál Dénes        | Emanuelle               | Gergely Róbert              | 10           | 10             | 10              | 9        | 39       | Továbbjutott  |
| 5  | Keresztes Ildikó | Try                     | Pink                        | 10           | 10             | 10              | 10       | 40       | Továbbjutott  |
| 6  | Pásztor Anna     | Petróleumlámpa          | Kóbor János (Omega)         | 9            | 8              | 8               | 8        | 33       | Továbbjutott  |
| 7  | Hevesi Tamás     | Con te partirò          | Andrea Bocelli              | 10           | 10             | 10              | 10       | 40       | Továbbjutott  |
| 8  | Vastag Tamás     | Believe                 | Cher                        | 8            | 9              | 8               | 7        | 32       | Utolsó előtti |
| 9  | Tóth Vera        | Vigyél el               | Katona Klári                | 8            | 9              | 9               | 9        | 35       | Továbbjutott  |
| 10 | Dukai Regina     | I Wanna Be Loved by You | Marilyn Monroe              | 9            | 9              | 8               | 8        | 34       | Továbbjutott  |
| 11 | Kökény Attila    | Limbó hintó             | Fenyő Miklós (Hungária)     | 9            | 9              | 9               | 8        | 35       | Továbbjutott  |

### 3. adás (szeptember 21.)
- Közös produkció: Love Runs Out (OneRepublic)

| #  | Előadó           | Dal                          | Eredeti előadó           | Pontozás     | Pontozás       | Pontozás        | Pontozás | Pontozás | Eredmény      |
| #  | Előadó           | Dal                          | Eredeti előadó           | Hajós András | Liptai Claudia | Bereczki Zoltán | Majka    | Összesen | Eredmény      |
| -- | ---------------- | ---------------------------- | ------------------------ | ------------ | -------------- | --------------- | -------- | -------- | ------------- |
| 1  | Dukai Regina     | Happy                        | Pharrell Williams        | 9            | 8              | 9               | 7        | 33       | Továbbjutott  |
| 2  | Koós Réka        | I Don’t Want to Miss a Thing | Steven Tyler (Aerosmith) | 8            | 8              | 9               | 6        | 31       | Kiesett       |
| 3  | Vastag Tamás     | Add ide a didit!             | Fekete Pákó              | 7            | 8              | 8               | 9        | 32       | Utolsó előtti |
| 4  | Kökény Attila    | Cambio Dolor                 | Natalia Oreiro           | 9            | 10             | 10              | 10       | 39       | Továbbjutott  |
| 5  | Keresztes Ildikó | Csak a szívemet teszem eléd  | Vikidál Gyula (P. Mobil) | 10           | 9              | 8               | 9        | 36       | Továbbjutott  |
| 6  | Sipos Péter      | Running                      | Kállay-Saunders András   | 8            | 8              | 8               | 8        | 32       | Továbbjutott  |
| 7  | Pásztor Anna     | Paparazzi                    | Lady Gaga                | 7            | 7              | 8               | 7        | 29       | Továbbjutott  |
| 8  | Tóth Vera        | Elég volt                    | Tóth Gabi                | 10           | 10             | 10              | 10       | 40       | Továbbjutott  |
| 9  | Hevesi Tamás     | Szerelem (Lotfi Begi Remix)  | Rúzsa Magdi              | 9            | 9              | 8               | 9        | 35       | Továbbjutott  |
| 10 | Pál Dénes        | Hamvadó cigarettavég         | Karády Katalin           | 10           | 10             | 9               | 8        | 37       | Továbbjutott  |

### 4. adás (szeptember 28.)
- Közös produkció: Counting Stars (OneRepublic)

| # | Előadó           | Dal                     | Eredeti előadó                    | Pontozás     | Pontozás       | Pontozás        | Pontozás | Pontozás | Eredmény      |
| # | Előadó           | Dal                     | Eredeti előadó                    | Hajós András | Liptai Claudia | Bereczki Zoltán | Majka    | Összesen | Eredmény      |
| - | ---------------- | ----------------------- | --------------------------------- | ------------ | -------------- | --------------- | -------- | -------- | ------------- |
| 1 | Vastag Tamás     | Már tudom               | Vastag Csaba                      | 9            | 9              | 10              | 8        | 36       | Továbbjutott  |
| 2 | Sipos Péter      | Kislány a zongoránál    | Koós János                        | 10           | 9              | 10              | 10       | 39       | Továbbjutott  |
| 3 | Dukai Regina     | Domino                  | Jessie J                          | 9            | 7              | 7               | 9        | 32       | Továbbjutott  |
| 4 | Keresztes Ildikó | ABC                     | Michael Jackson (The Jackson 5)   | 8            | 8              | 9               | 6        | 31       | Utolsó előtti |
| 5 | Kökény Attila    | Szervusz, itt a Dáridó! | Lagzi Lajcsi                      | 10           | 10             | 10              | 9        | 39       | Továbbjutott  |
| 6 | Tóth Vera        | Maradj velem            | Balázs Fecó (Korál)               | 10           | 10             | 9               | 9        | 38       | Továbbjutott  |
| 7 | Hevesi Tamás     | Little Richard          | Szörényi Levente (Illés-együttes) | 10           | 10             | 10              | 10       | 40       | Továbbjutott  |
| 8 | Pál Dénes        | Gangnam Style           | PSY                               | 9            | 9              | 10              | 9        | 37       | Továbbjutott  |
| 9 | Pásztor Anna     | Tainted Love            | Marilyn Manson (Marilyn Manson)   | 7            | 8              | 8               | 7        | 30       | Kiesett       |

### 5. adás (október 5.)
- Közös produkció: Maps (Maroon 5)

| # | Előadó           | Dal                                             | Eredeti előadó           | Pontozás     | Pontozás       | Pontozás        | Pontozás | Pontozás | Eredmény      |
| # | Előadó           | Dal                                             | Eredeti előadó           | Hajós András | Liptai Claudia | Bereczki Zoltán | Majka    | Összesen | Eredmény      |
| - | ---------------- | ----------------------------------------------- | ------------------------ | ------------ | -------------- | --------------- | -------- | -------- | ------------- |
| 1 | Kökény Attila    | Valami Amerika                                  | Szolnoki Péter (Bon-Bon) | 9            | 10             | 9               | 8        | 36       | Továbbjutott  |
| 2 | Tóth Vera        | Think                                           | Aretha Franklin          | 10           | 10             | 10              | 10       | 40       | Továbbjutott  |
| 3 | Hevesi Tamás     | I Dreamed a Dream                               | Susan Boyle              | 8            | 9              | 8               | 7        | 32       | Utolsó előtti |
| 4 | Keresztes Ildikó | A Little Party Never Killed Nobody (All We Got) | Fergie                   | 10           | 9              | 9               | 10       | 38       | Továbbjutott  |
| 5 | Sipos Péter      | Ezt egy életen át kell játszani                 | Hevesi Tamás             | 10           | 9              | 10              | 9        | 38       | Továbbjutott  |
| 6 | Vastag Tamás     | Singing in the Rain                             | Frank Sinatra            | 9            | 10             | 8               | 9        | 36       | Továbbjutott  |
| 7 | Pál Dénes        | Fekete rúzs                                     | Zséda                    | 9            | 10             | 10              | 10       | 39       | Továbbjutott  |
| 8 | Dukai Regina     | I Should Be So Lucky                            | Kylie Minogue            | 8            | 8              | 8               | 9        | 33       | Kiesett       |

- Extra produkció: Magna Cum Laude – Dududádá

### 6. adás (október 12.)
A hatodik adásban a versenyzők egy szólóprodukcióval és egy versenytársaikkal közös produkcióval léptek színpadra. A közös produkciók során kapott pontszámot a versenyzők egyenként is megkapták.
- Közös produkció: Lay Me Down (Avicii feat. Adam Lambert)

| #                | Előadó                                                        | Dal                        | Eredeti előadó                                                                          | Pontozás     | Pontozás       | Pontozás        | Pontozás | Pontozás | Eredmény      |
| #                | Előadó                                                        | Dal                        | Eredeti előadó                                                                          | Hajós András | Liptai Claudia | Bereczki Zoltán | Majka    | Összesen | Eredmény      |
| ---------------- | ------------------------------------------------------------- | -------------------------- | --------------------------------------------------------------------------------------- | ------------ | -------------- | --------------- | -------- | -------- | ------------- |
| 1                | Sipos Péter                                                   | Are You Gonna Go My Way    | Lenny Kravitz                                                                           | 10           | 9              | 9               | 10       | 38       | Kiesett       |
| 2                | Kökény Attila                                                 | Greased Lightning          | John Travolta                                                                           | 10           | 10             | 10              | 10       | 40       | Továbbjutott  |
| 3                | Tóth Vera                                                     | Lélekdonor                 | Molnár Ferenc „Caramel”                                                                 | 9            | 10             | 10              | 10       | 39       | Továbbjutott  |
| 4                | Keresztes Ildikó                                              | Fighter                    | Christina Aguilera                                                                      | 10           | 10             | 10              | 10       | 40       | Továbbjutott  |
| 5                | Hevesi Tamás                                                  | Buli van / Trabant         | Sipos F. Tamás (Exotic)                                                                 | 8            | 9              | 8               | 8        | 33       | Utolsó előtti |
| 6                | Pál Dénes                                                     | What Is Love               | Haddaway                                                                                | 9            | 9              | 9               | 9        | 36       | Továbbjutott  |
| 7                | Vastag Tamás                                                  | Eladó, kiadó most a szívem | Meződi József (Apostol együttes)                                                        | 10           | 10             | 10              | 9        | 39       | Továbbjutott  |
| Közös produkciók |                                                               |                            |                                                                                         |              |                |                 |          |          |               |
| 8                | Keresztes Ildikó Tóth Vera                                    | Dancing Queen              | Anni-Frid Lyngstad (ABBA) Agnetha Fältskog                                              | 10           | 10             | 10              | 10       | 40       |               |
| 9                | Hevesi Tamás Kökény Attila Pál Dénes Sipos Péter Vastag Tamás | I Want It That Way         | Brian Littrell Howie Dorough Kevin Richardson (Backstreet Boys) A.J. McLean Nick Carter | 10           | 10             | 10              | 10       | 40       |               |

### 7. adás – Elődöntő (október 19.)
Az elődöntőben a versenyzők egy szólóprodukcióval és egy versenytársukkal alkotott duettel léptek színpadra. A duettek során kapott pontszámot a versenyzők egyenként is megkapták.
- Közös produkció: Roar (Katy Perry)

| #                | Előadó                         | Dal                                   | Eredeti előadó                | Pontozás     | Pontozás       | Pontozás        | Pontozás | Pontozás | Eredmény      |
| #                | Előadó                         | Dal                                   | Eredeti előadó                | Hajós András | Liptai Claudia | Bereczki Zoltán | Majka    | Összesen | Eredmény      |
| ---------------- | ------------------------------ | ------------------------------------- | ----------------------------- | ------------ | -------------- | --------------- | -------- | -------- | ------------- |
| 1                | Keresztes Ildikó               | Man! I Feel Like A Woman              | Shania Twain                  | 9            | 8              | 8               | 9        | 34       | Kiesett       |
| 2                | Pál Dénes                      | Carolina                              | Szécsi Pál                    | 10           | 10             | 10              | 10       | 40       | Továbbjutott  |
| 3                | Kökény Attila                  | The Show Must Go On                   | Freddie Mercury (Queen)       | 10           | 10             | 10              | 10       | 40       | Továbbjutott  |
| 4                | Tóth Vera                      | Move in the Right Direction           | Beth Ditto (Gossip)           | 9            | 9              | 9               | 9        | 36       | Utolsó előtti |
| 5                | Hevesi Tamás                   | The Final Countdown                   | Joey Tempest (Europe)         | 10           | 10             | 10              | 10       | 40       | Továbbjutott  |
| 6                | Vastag Tamás                   | You’re Nobody ’Til Somebody Loves You | James Arthur                  | 9            | 10             | 9               | 8        | 36       | Továbbjutott  |
| Duett produkciók |                                |                                       |                               |              |                |                 |          |          |               |
| 7                | Kökény Attila Keresztes Ildikó | Cose della vita                       | Eros Ramazzotti Tina Turner   | 10           | 10             | 10              | 10       | 40       |               |
| 8                | Vastag Tamás Pál Dénes         | Ajándék                               | Bereczki Zoltán Szinetár Dóra | 8            | 10             | 10              | 9        | 37       |               |
| 9                | Tóth Vera Hevesi Tamás         | One                                   | Mary J. Blige Bono (U2)       | 9            | 9              | 9               | 9        | 36       |               |

### 8. adás – döntő (október 26.)
A döntőben a versenyzők egy szólóprodukcióval és egy vendégelőadóval alkotott duettel léptek színpadra.
- Közös produkció: Ghost (Ella Henderson)

| #  | Előadó        | Dal                                               | Eredeti előadó              | Eredmény     |
| -- | ------------- | ------------------------------------------------- | --------------------------- | ------------ |
| 1  | Kökény Attila | Untried (duett Király Lindával)                   | Király Viktor (The Kiralys) | 4. helyezett |
| 6  | Kökény Attila | Euphoria                                          | Loreen                      | 4. helyezett |
| 2  | Tóth Vera     | Piece of My Heart                                 | Janis Joplin                | 3. helyezett |
| 7  | Tóth Vera     | Valamit valamiért (duett Oláh Ibolyával)          | Roy (Roy & Ádám)            | 3. helyezett |
| 3  | Pál Dénes     | Macskaduett (duett Koós Jánossal)                 | Hofi Géza                   | 1. helyezett |
| 8  | Pál Dénes     | Nem adom fel                                      | Somló Tamás (LGT)           | 1. helyezett |
| 4  | Vastag Tamás  | Somewhere over the Rainbow                        | Israel Kamakawiwoʻole       | 5. helyezett |
| 9  | Vastag Tamás  | Aranyeső (duett Bódi Margóval)                    | Bódi Guszti                 | 5. helyezett |
| 5  | Hevesi Tamás  | Egy bolond százat csinál (duett Balássy Bettyvel) | Varga Feri                  | 2. helyezett |
| 10 | Hevesi Tamás  | Goodbye My Love, Goodbye                          | Demis Roussos               | 2. helyezett |

A nézői szavazatok alapján a második évadot Pál Dénes nyerte, így 2014-ben az övé lett a „Magyarország legsokoldalúbb előadóművésze” cím. A kétmillió forintos nyereményösszeget az SOS Gyermekfalvak javára ajánlotta fel. Ezen kívül megkapta a saját fejformájáról készült bearanyozott szobrot is, aminek segítségével készítették el a maszkmesterek a maszkokat a műsor során.

## Az adásokban megidézett sztárok

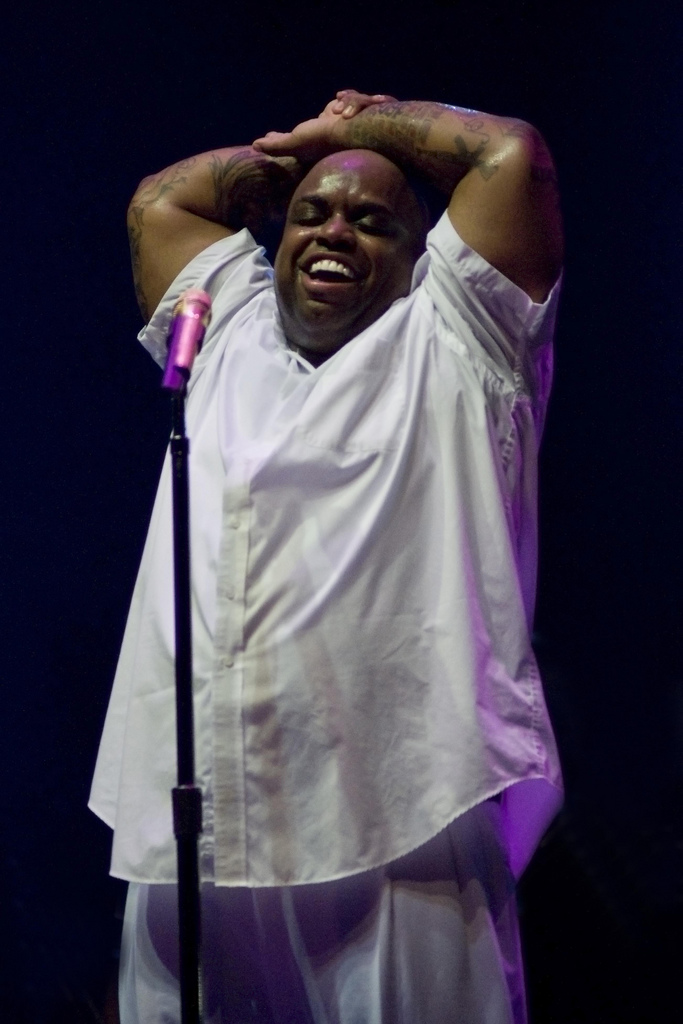
Cee Lo Green
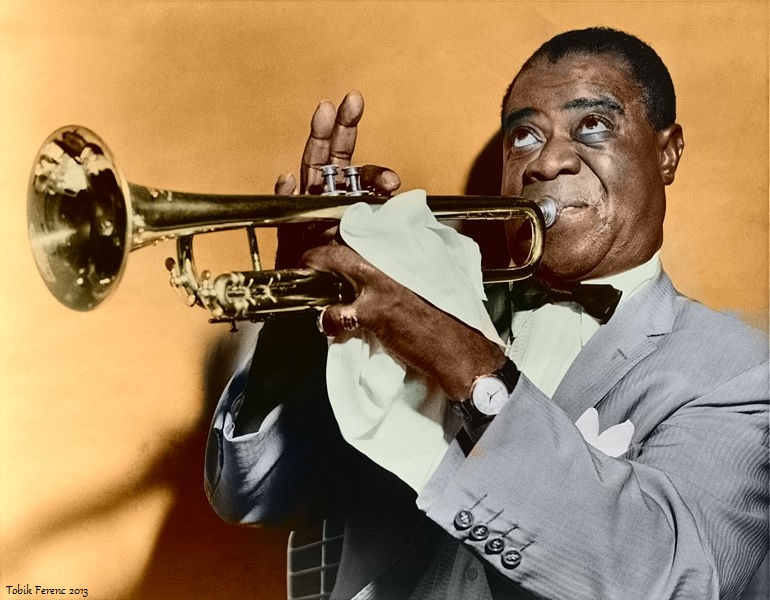
Louis Armstrong
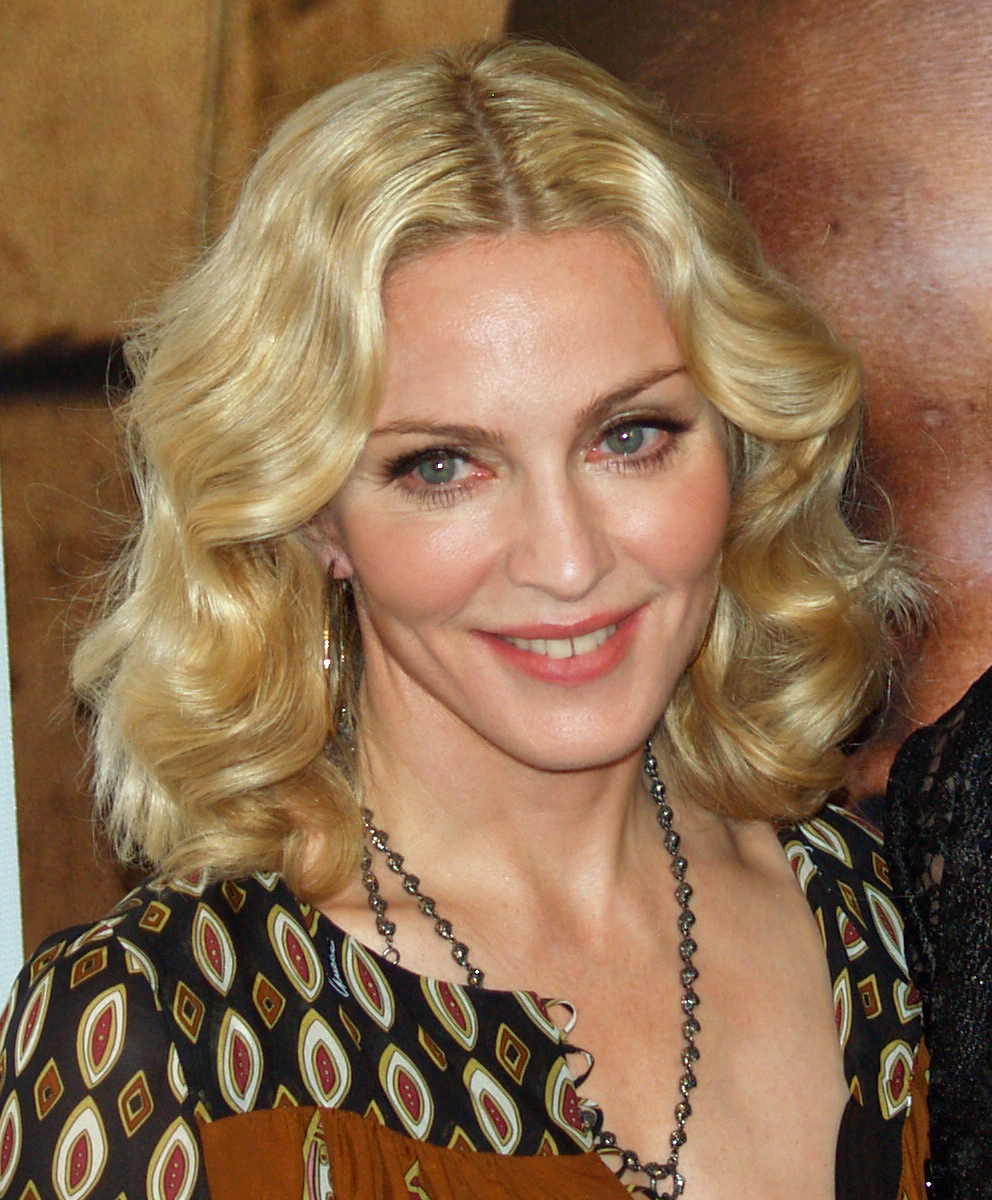
Madonna
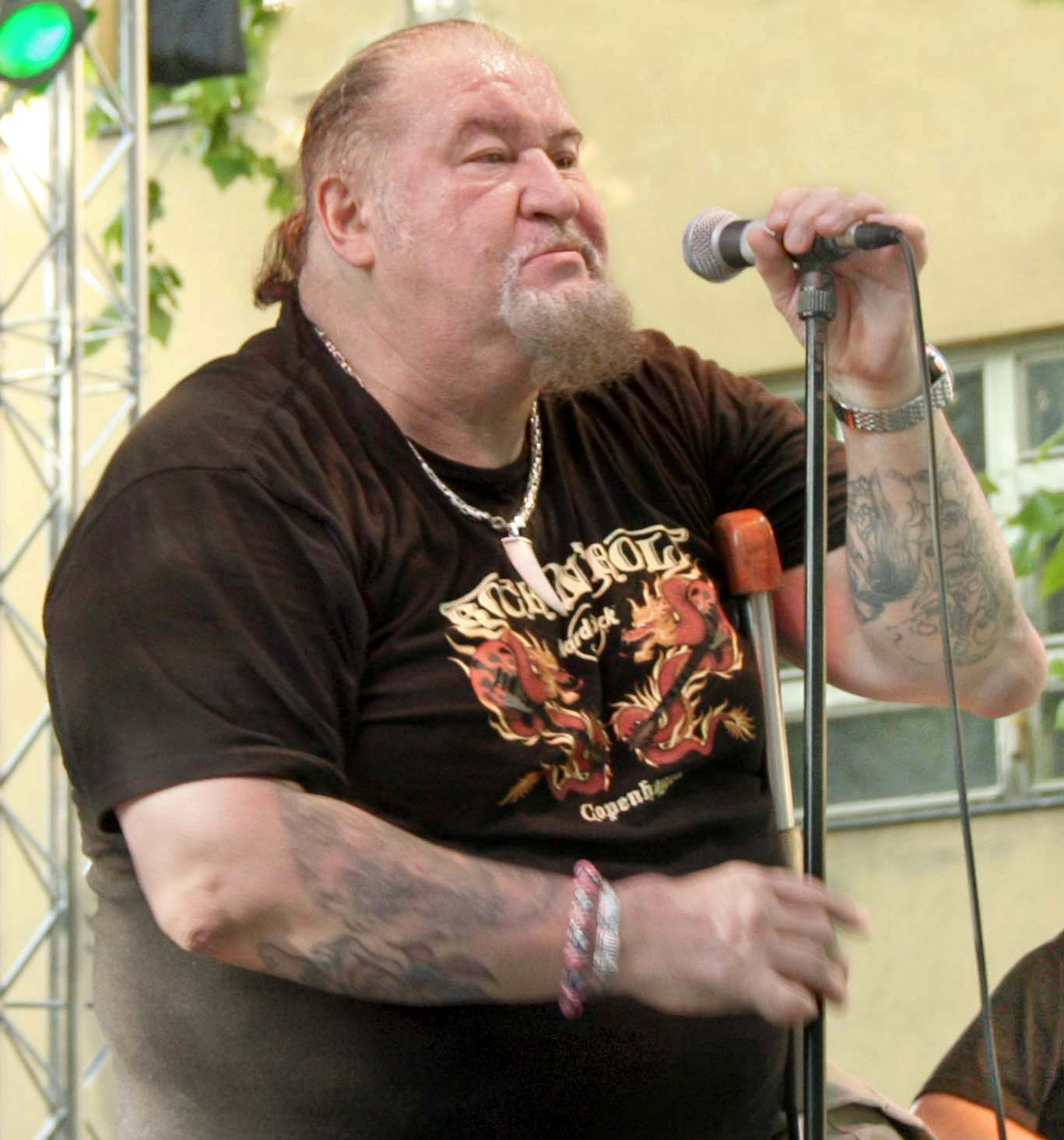
Deák Bill Gyula
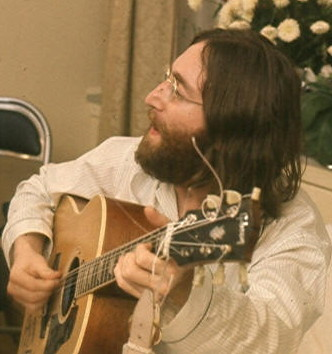
John Lennon
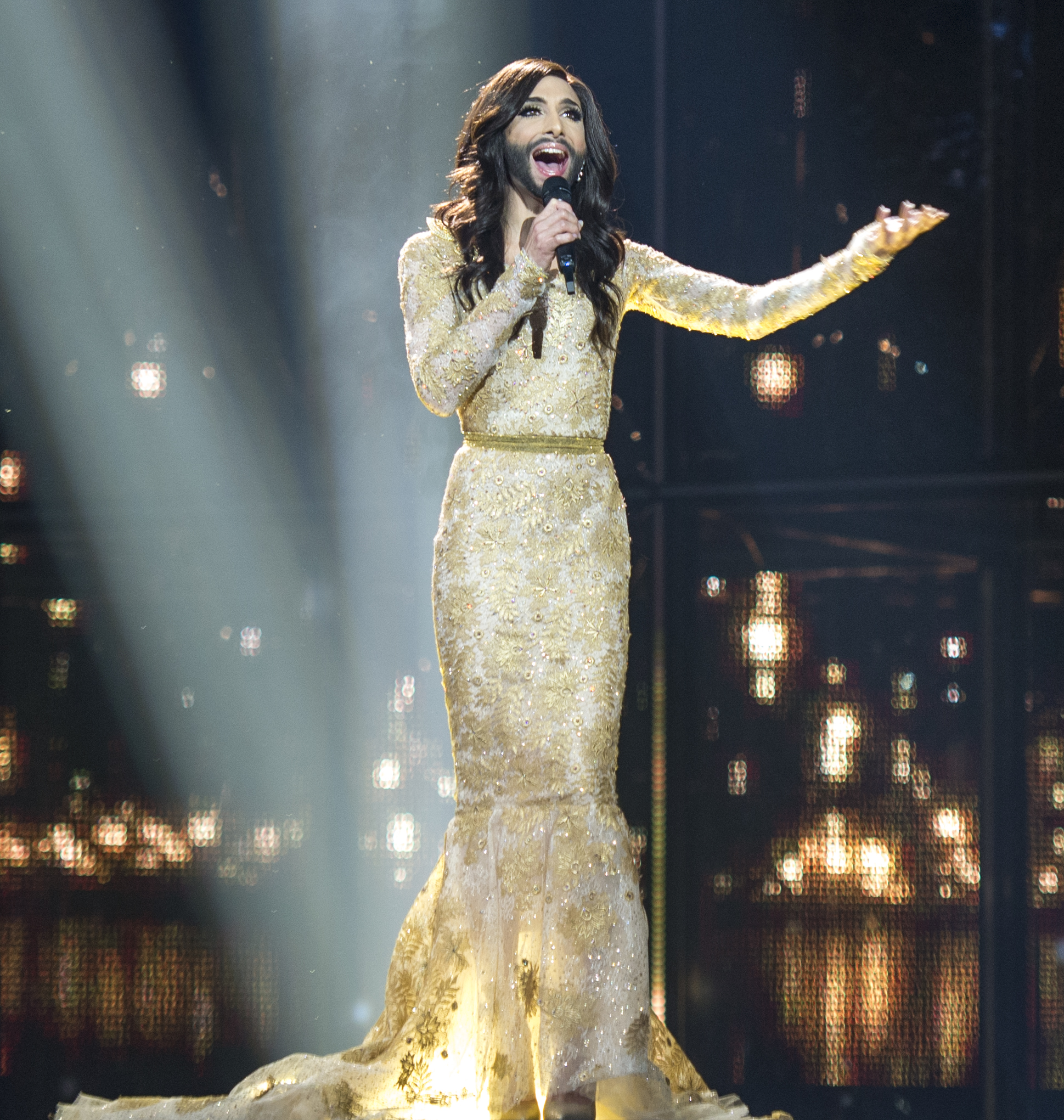
Conchita Wurst
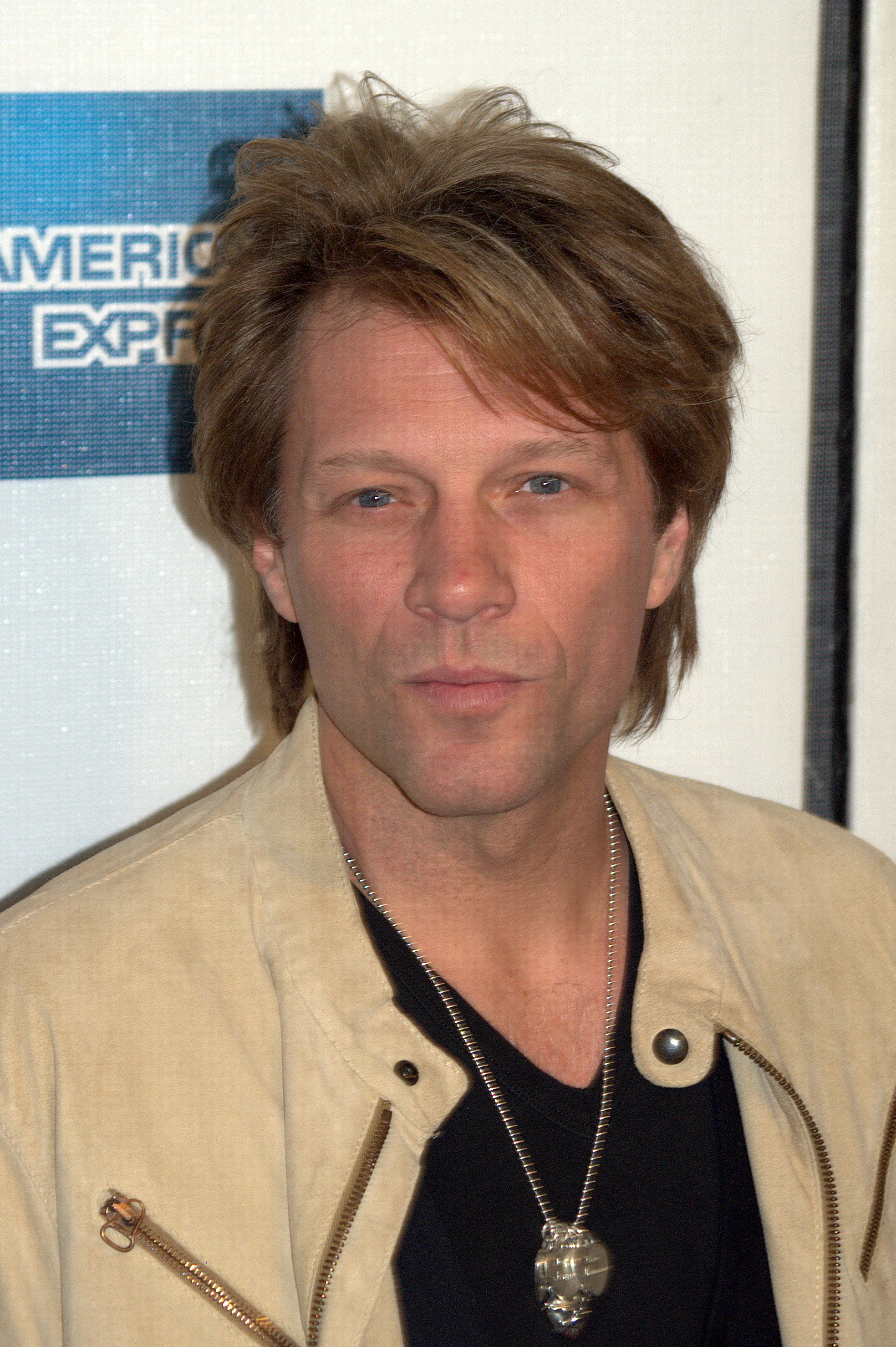
Jon Bon Jovi
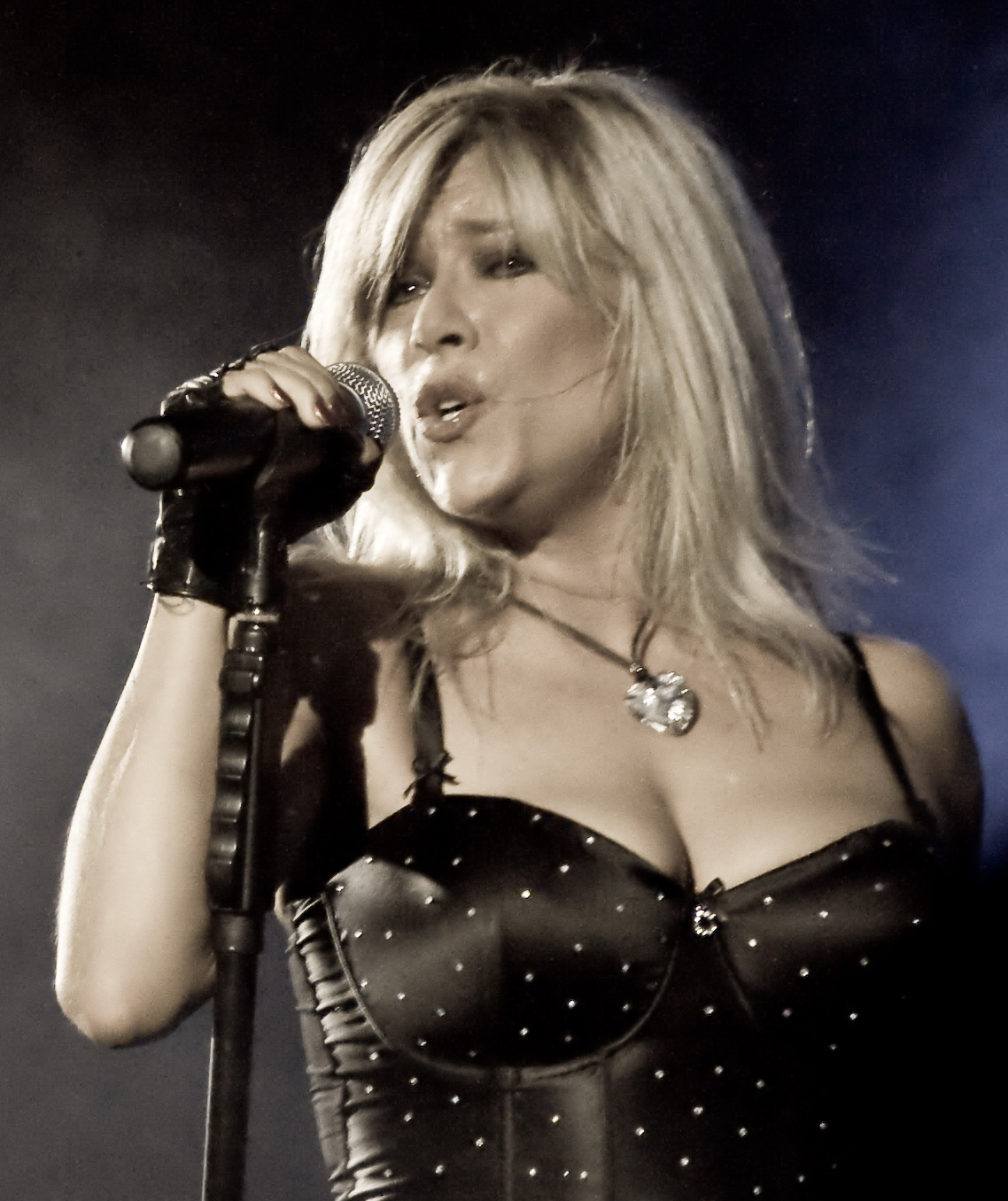
Samantha Fox
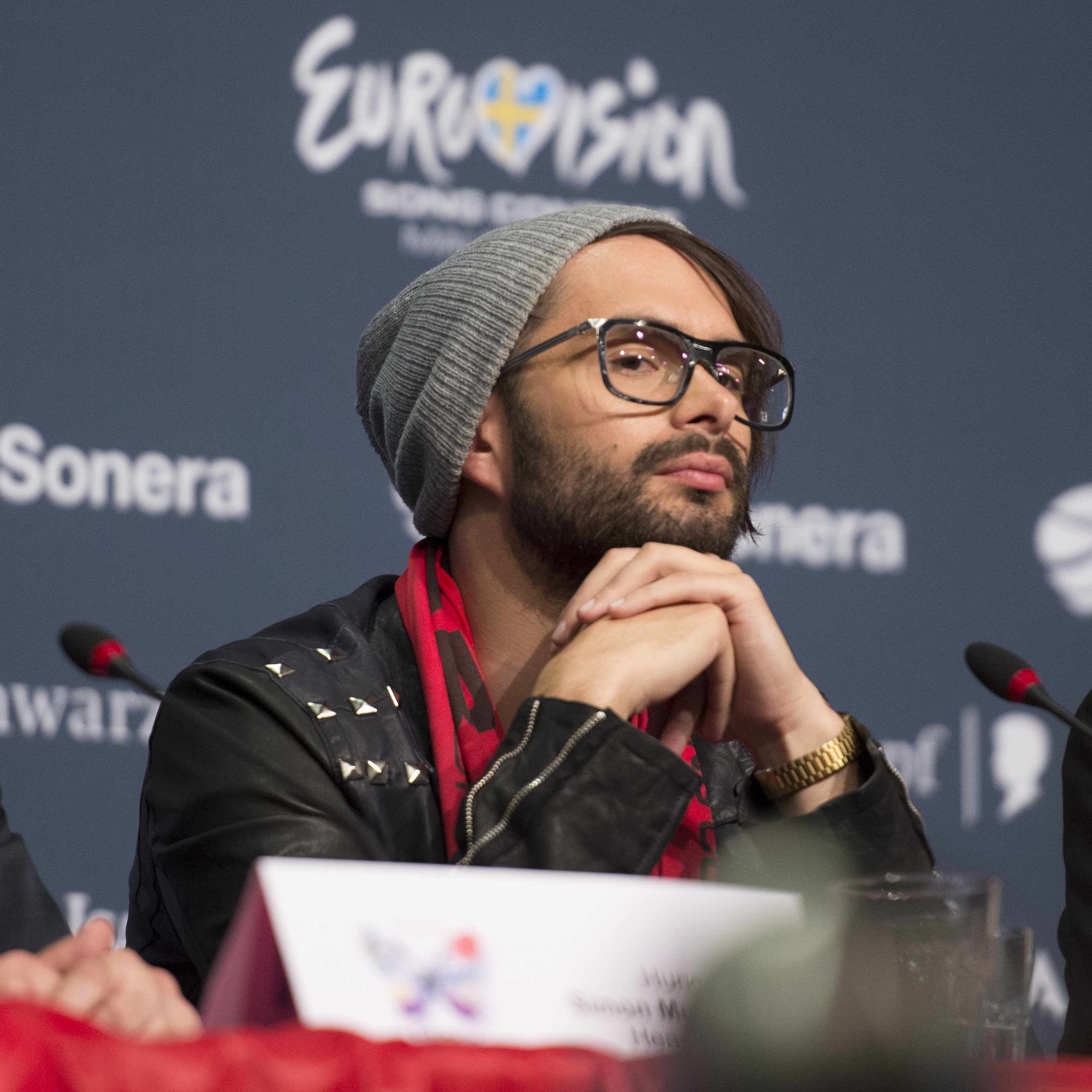
ByeAlex
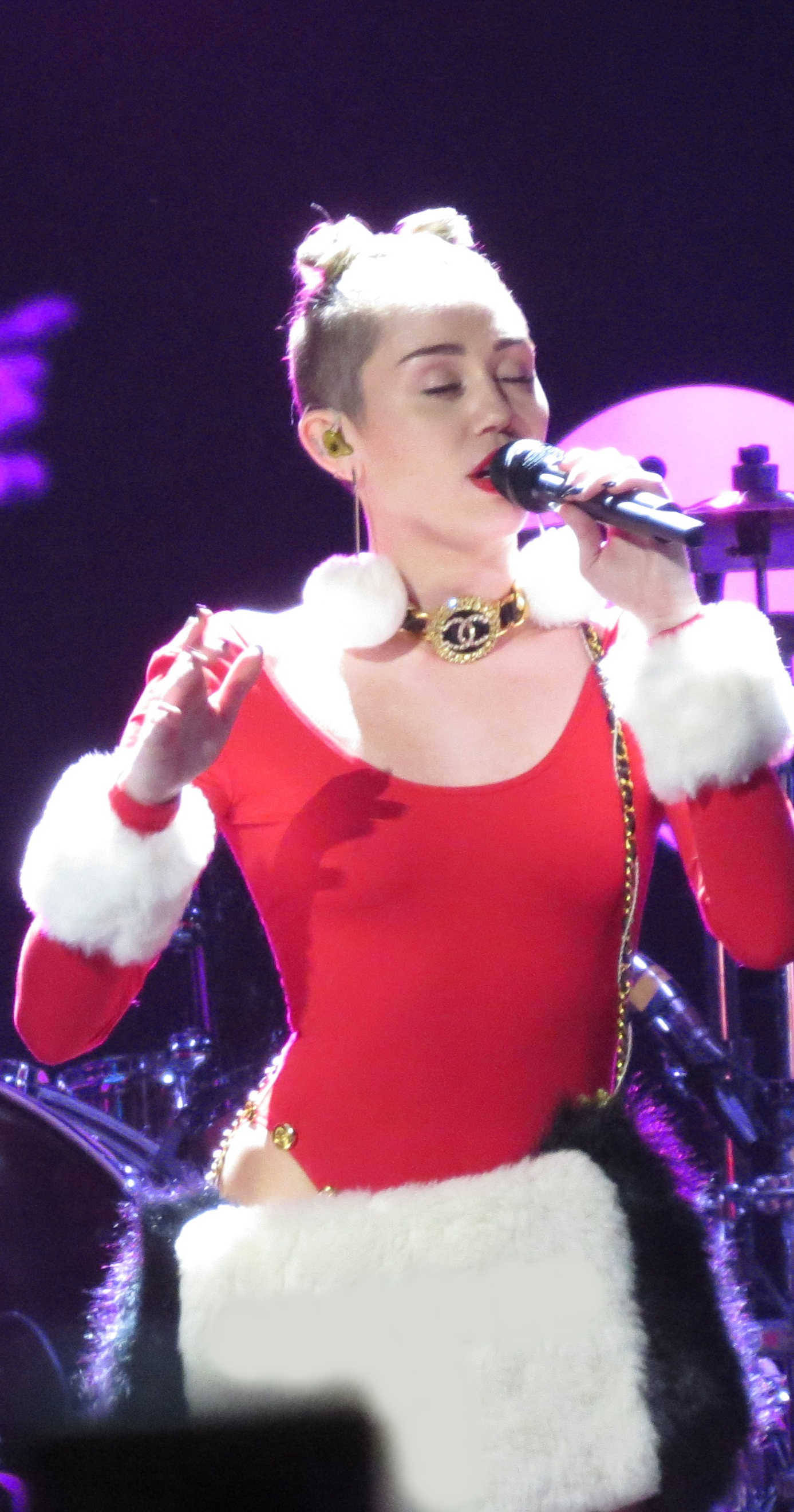
Miley Cyrus
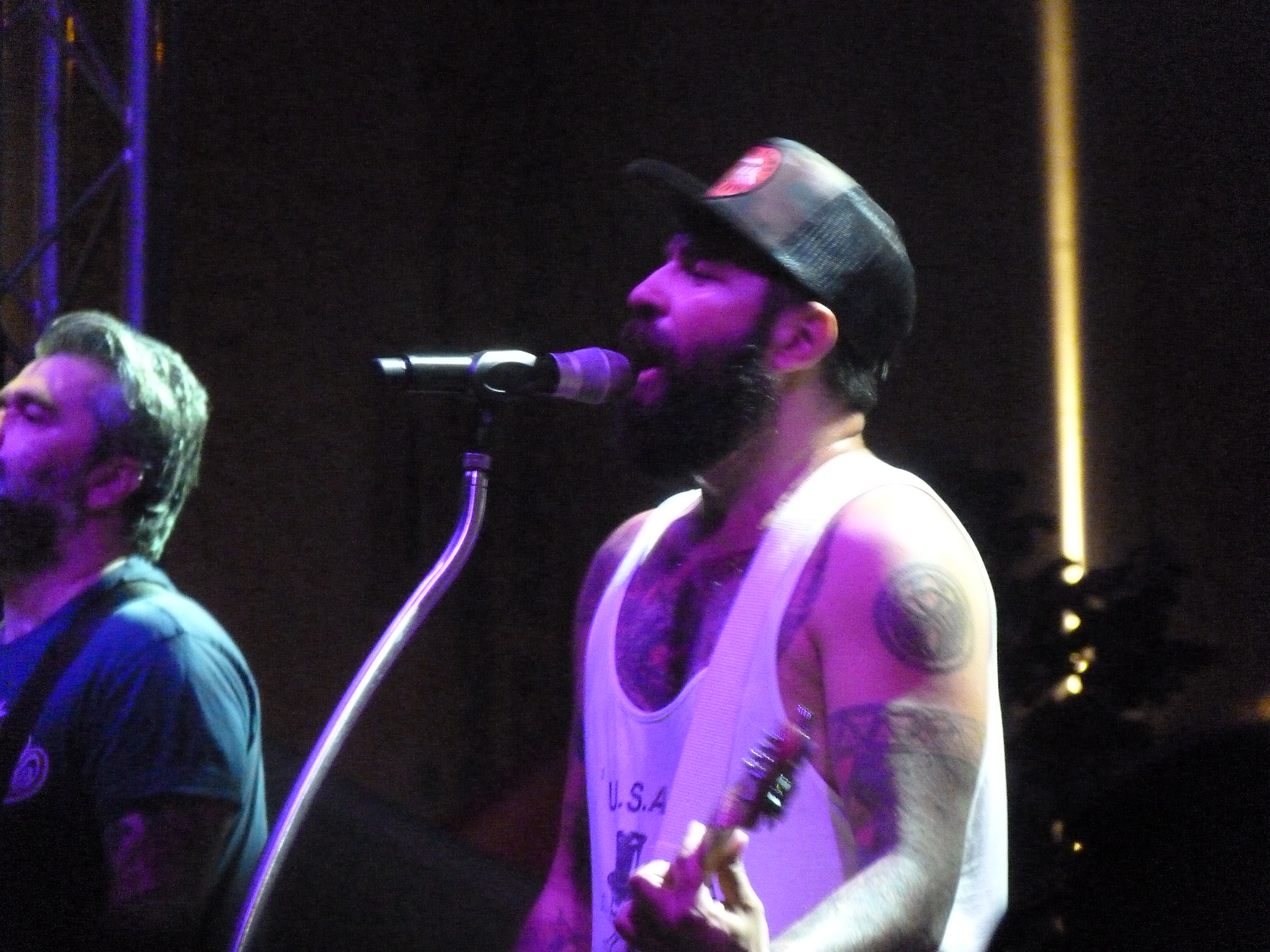
Mező Misi
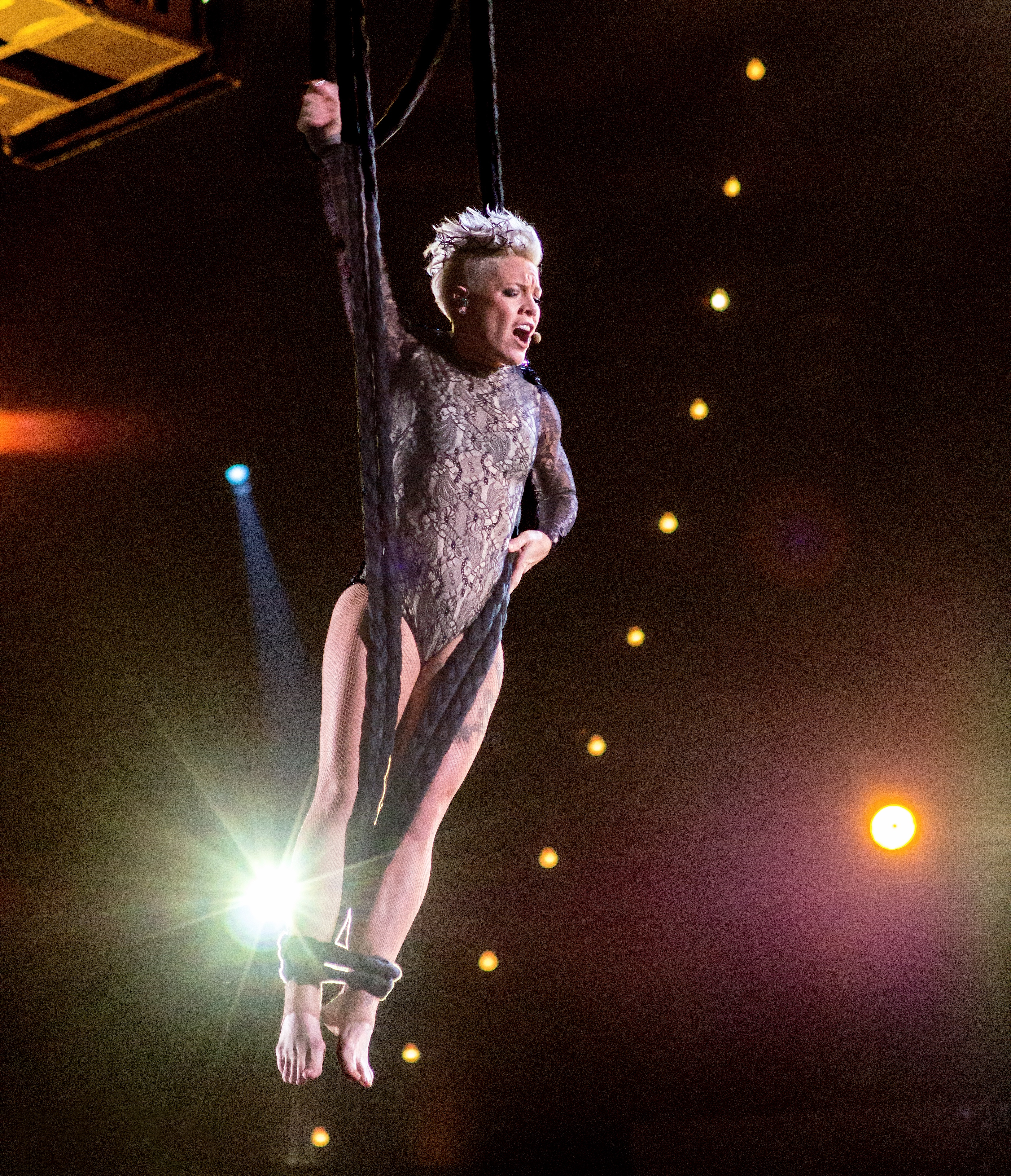
Pink
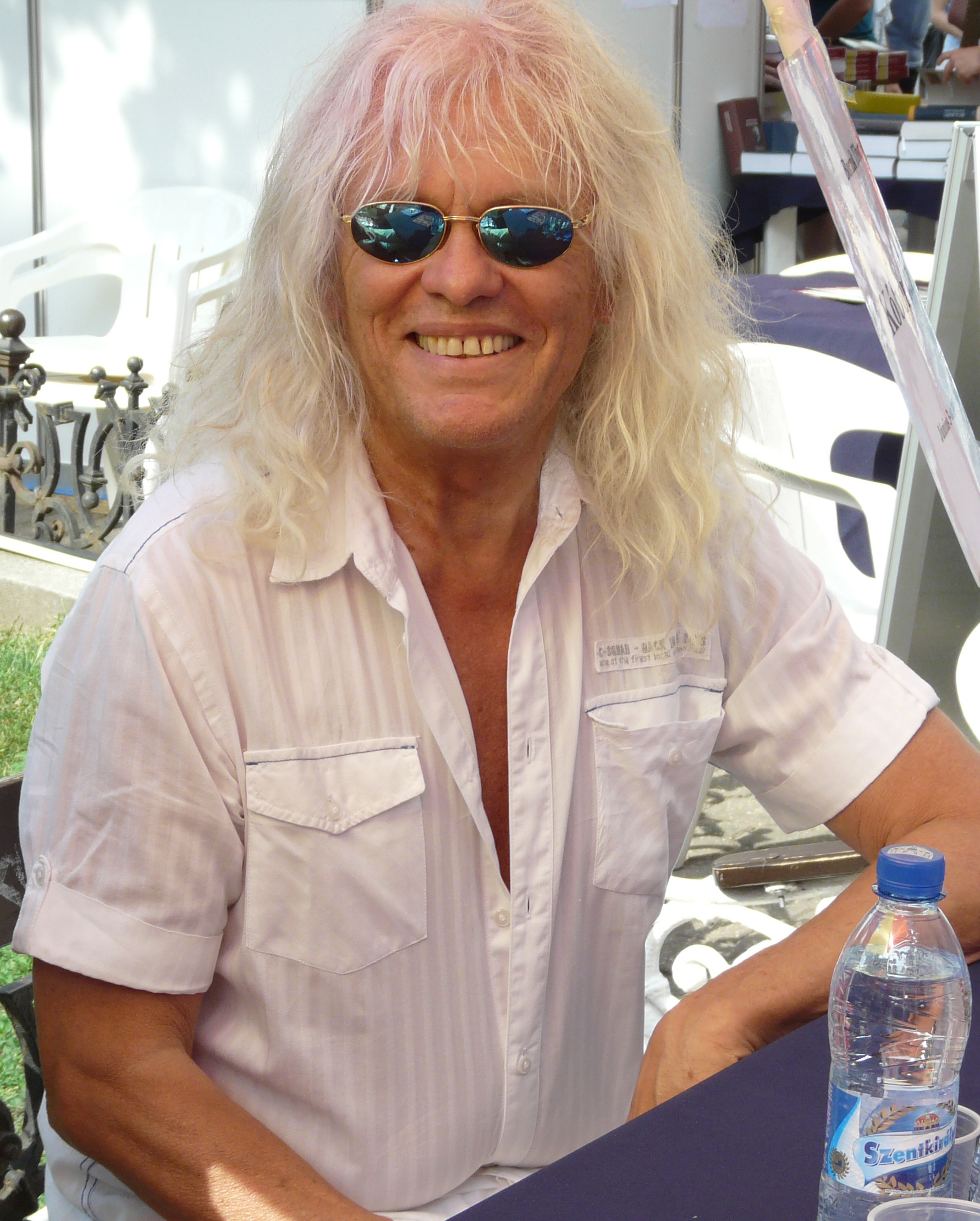
Kóbor János
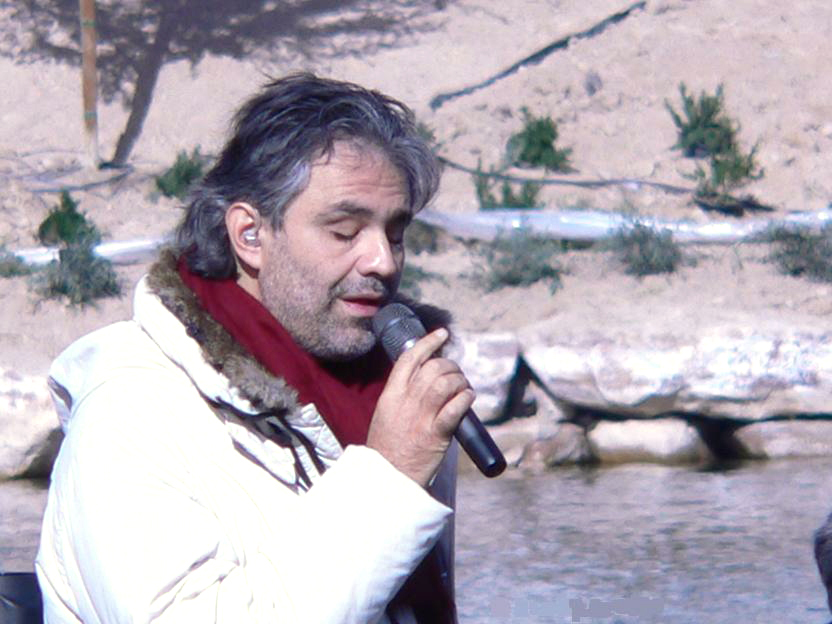
Andrea Bocelli
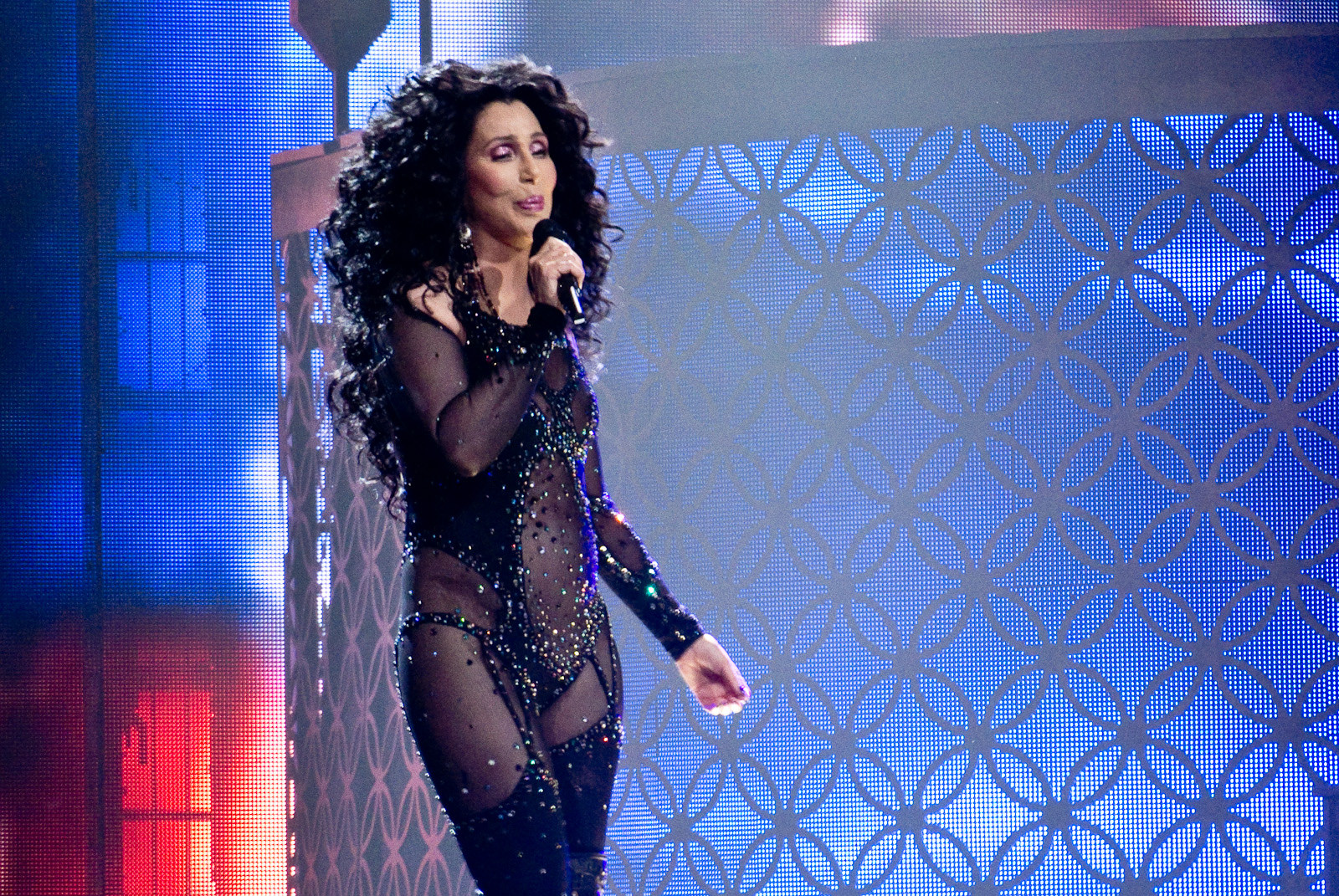
Cher
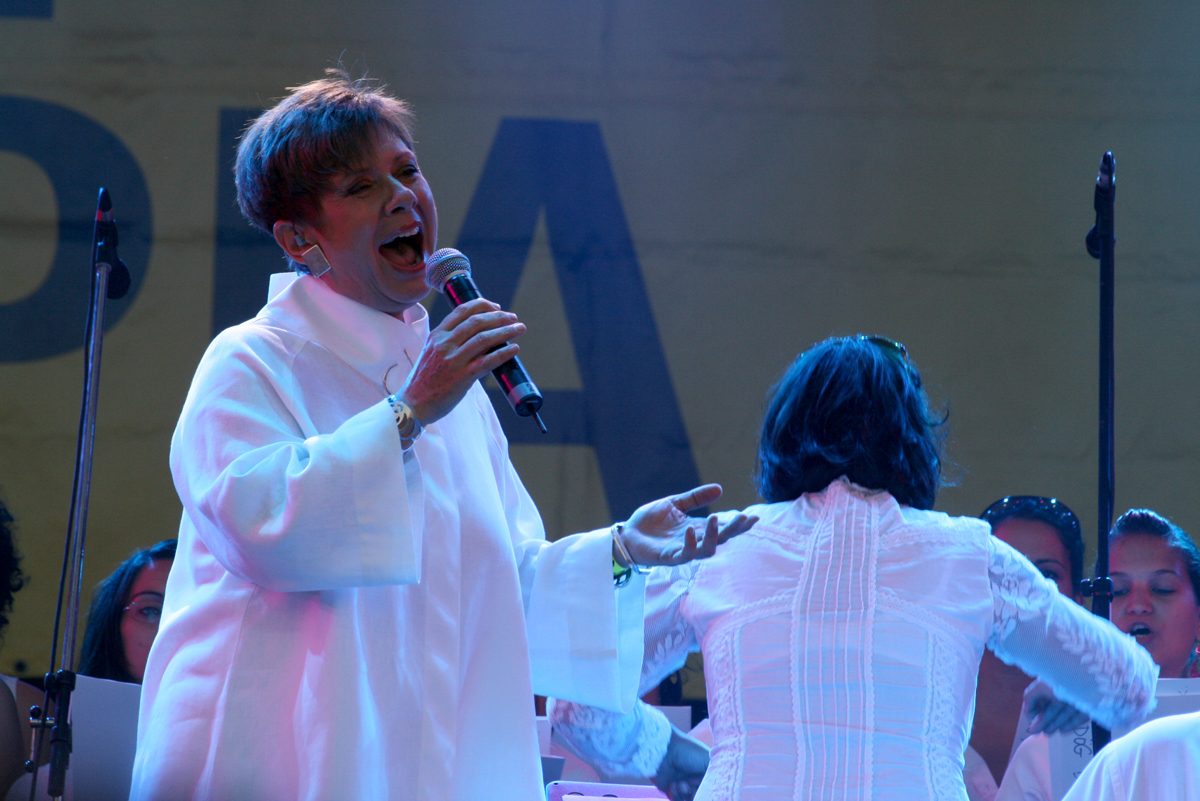
Katona Klári
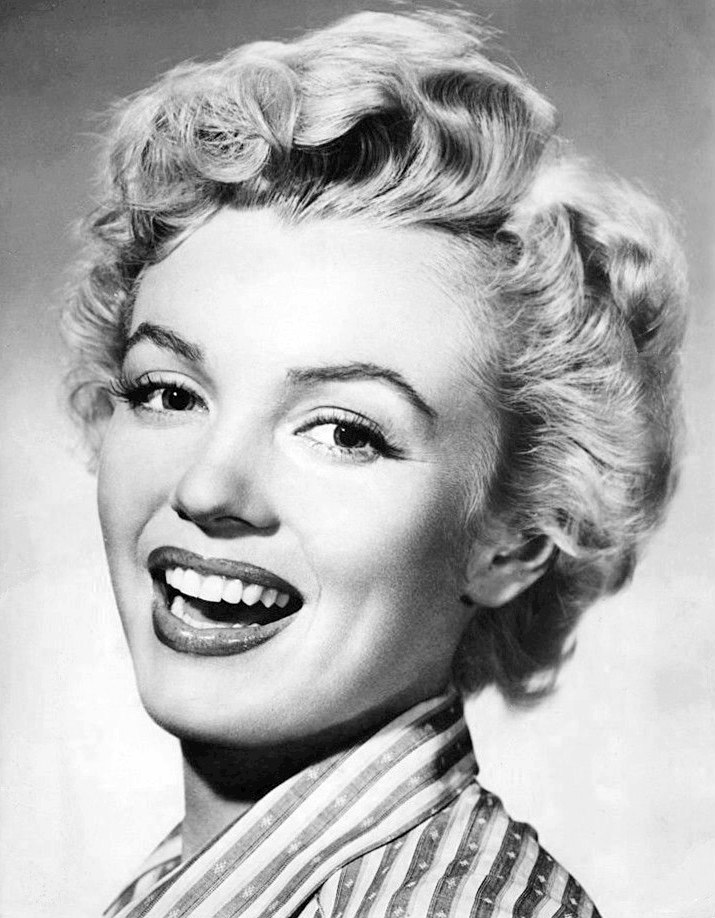
Marilyn Monroe
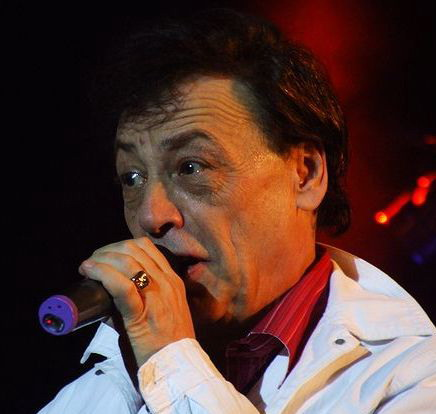
Fenyő Miklós
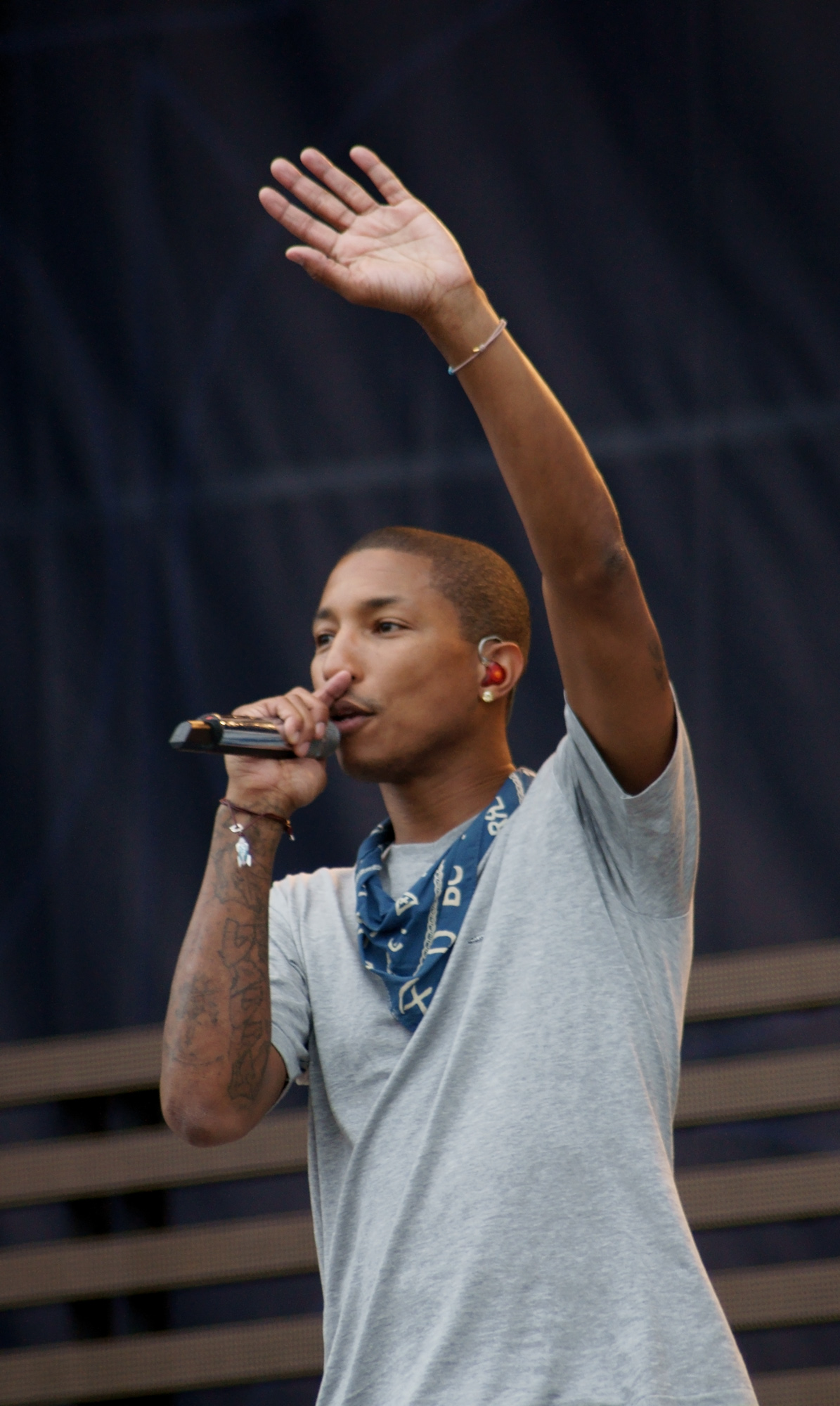
Pharrell Williams
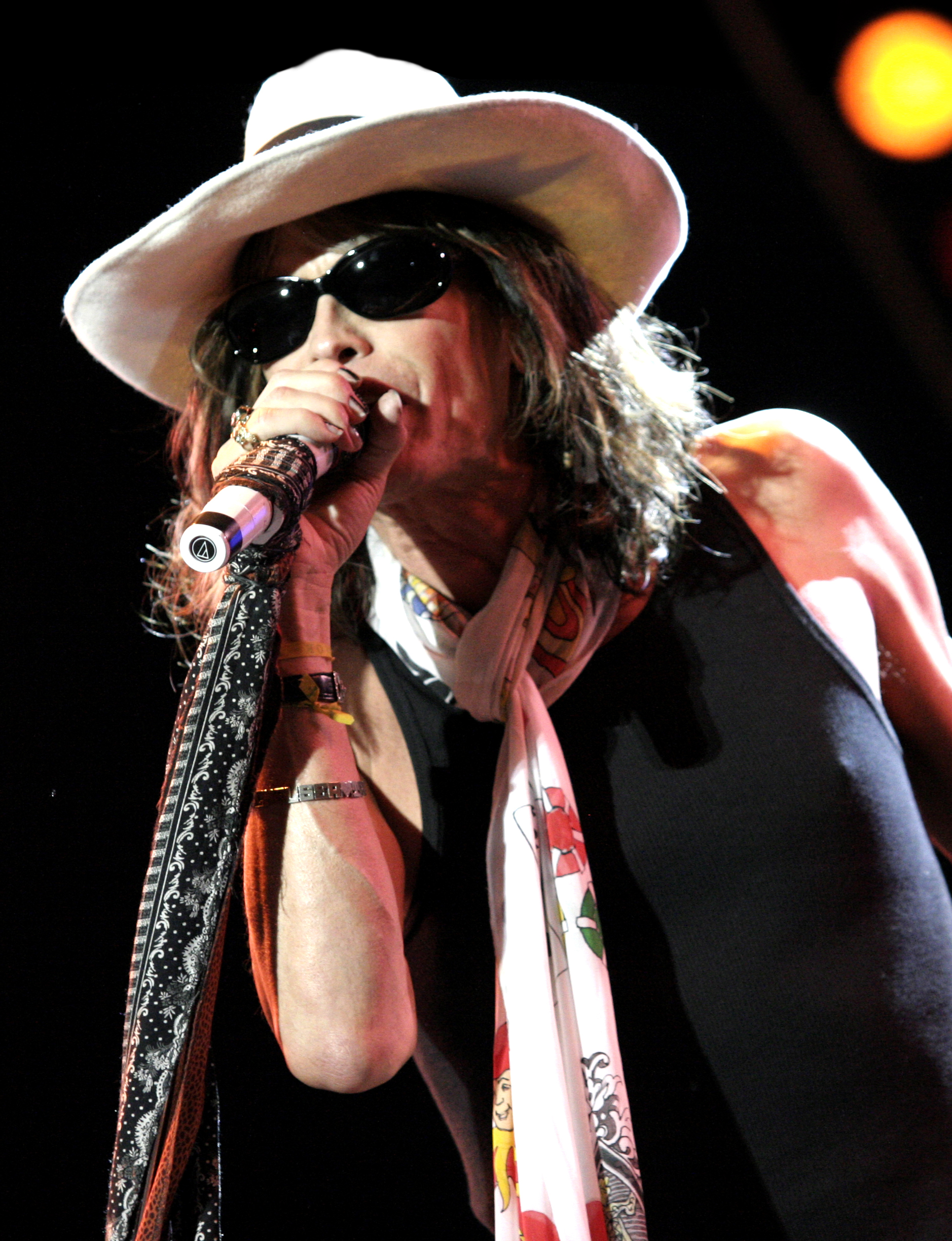
Steven Tyler
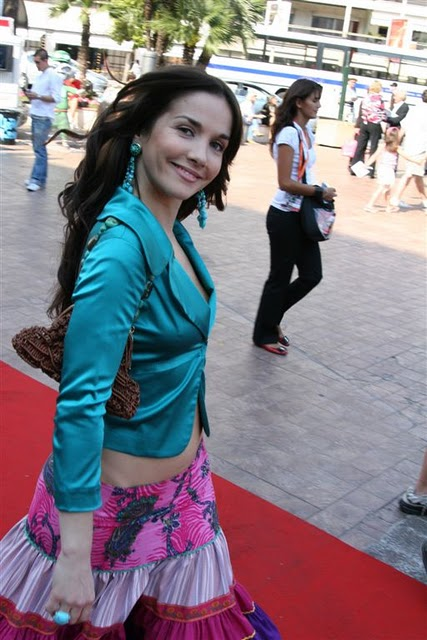
Natalia Oreiro
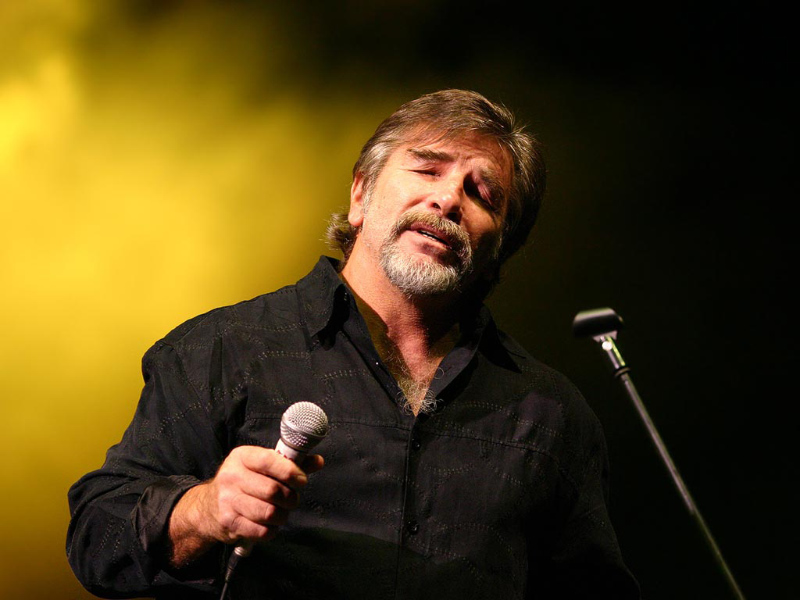
Vikidál Gyula
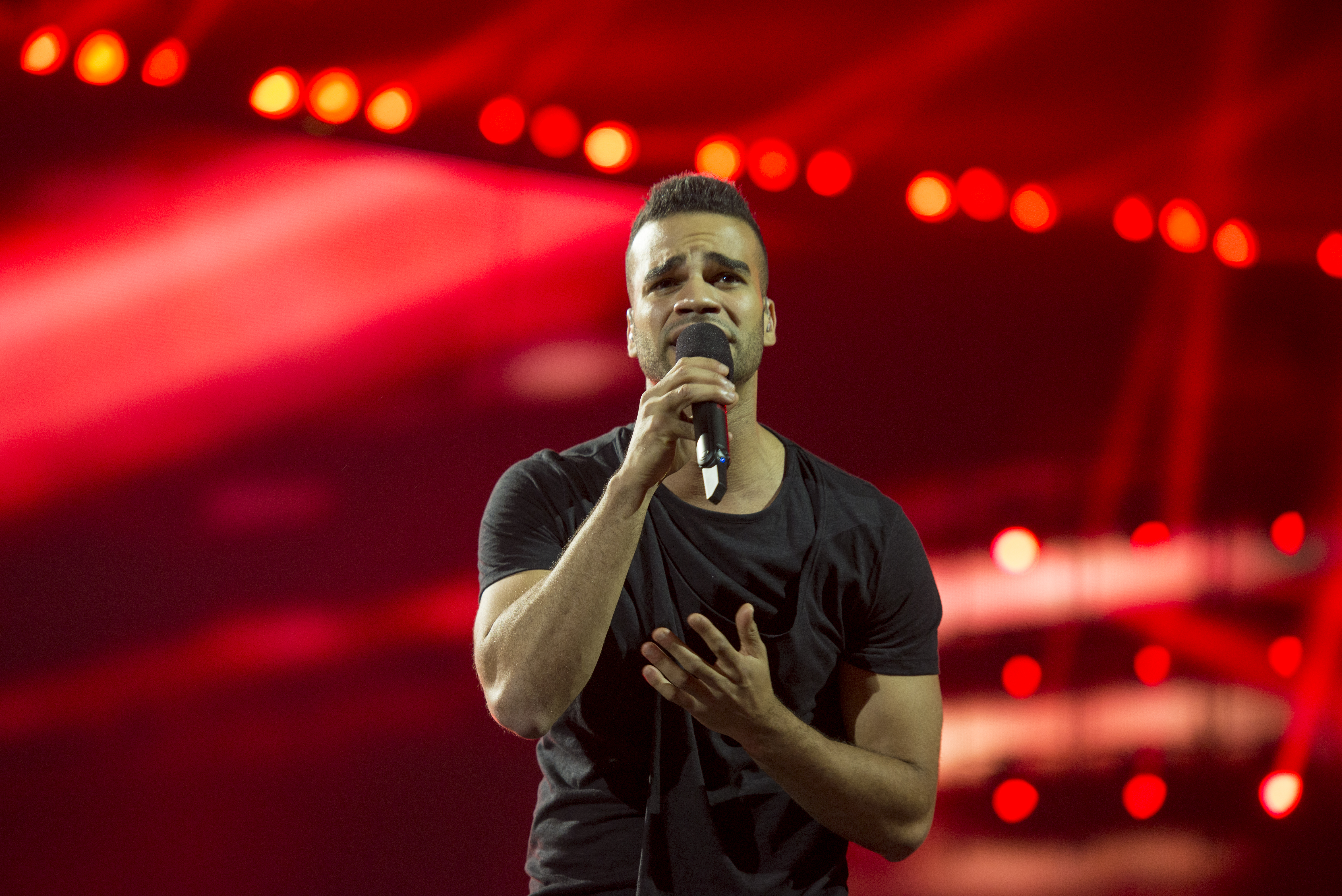
Kállay-Saunders András
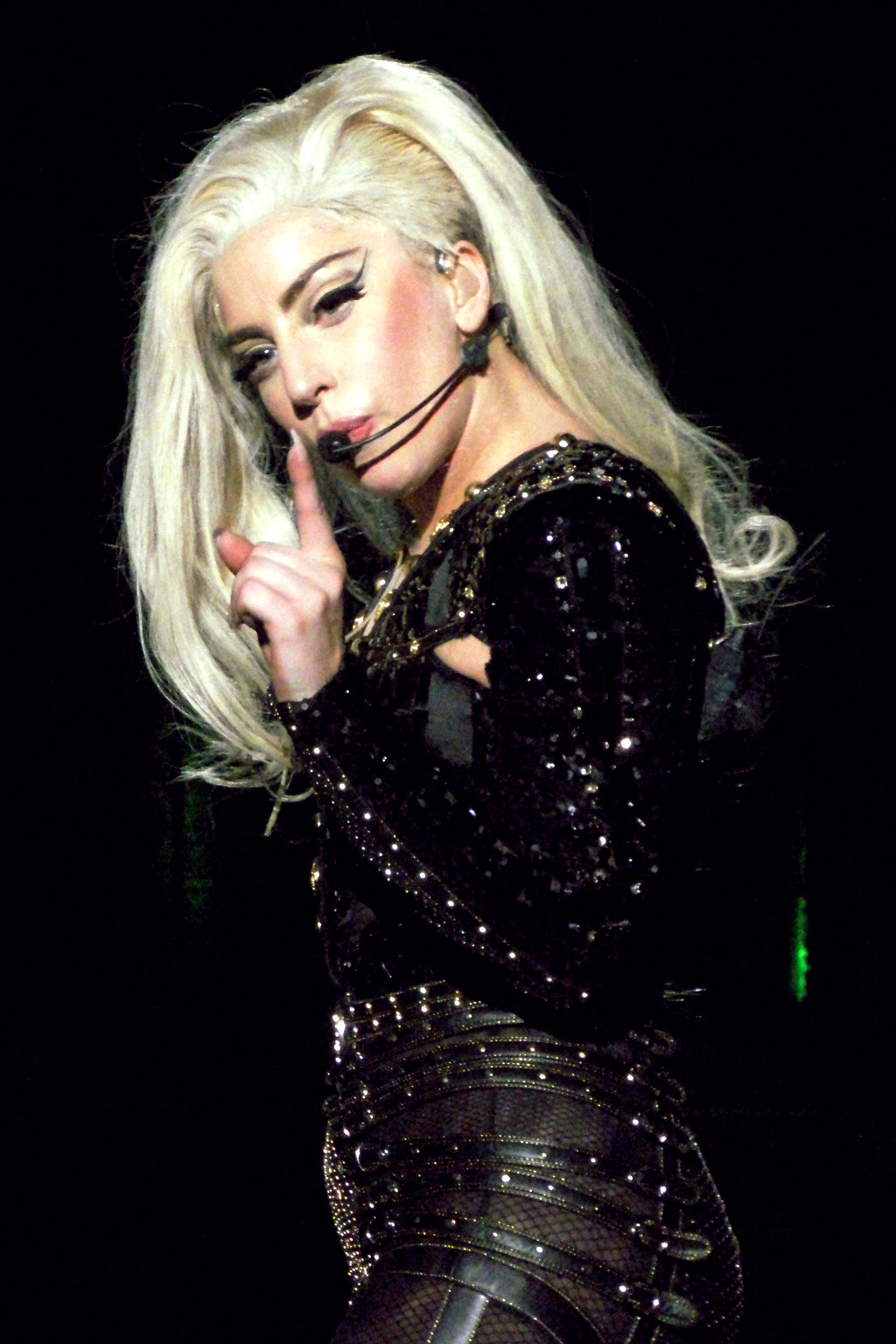
Lady Gaga
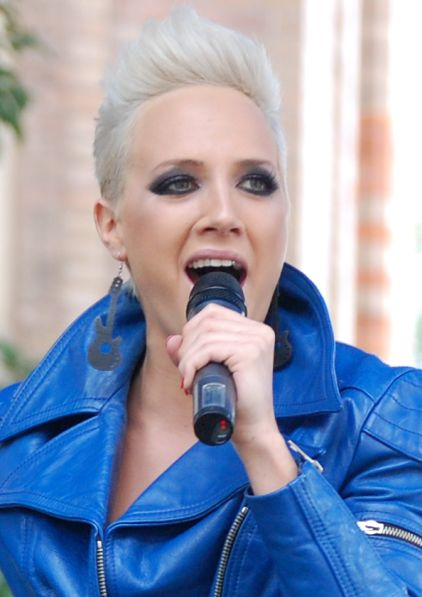
Tóth Gabi
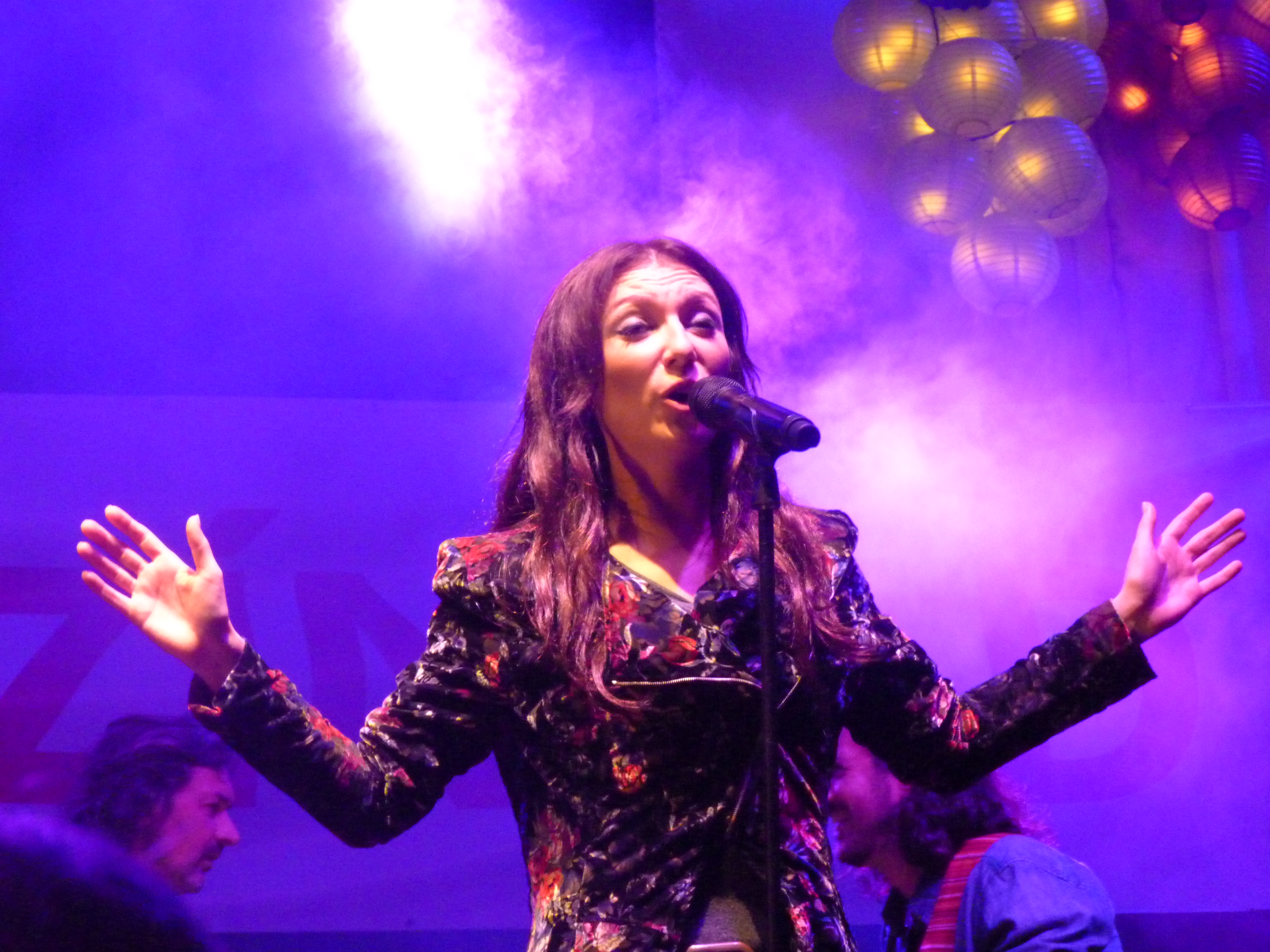
Rúzsa Magdi
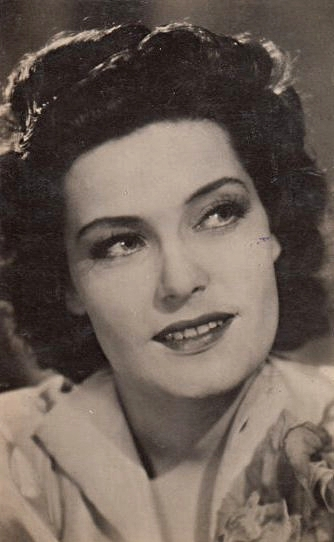
Karády Katalin
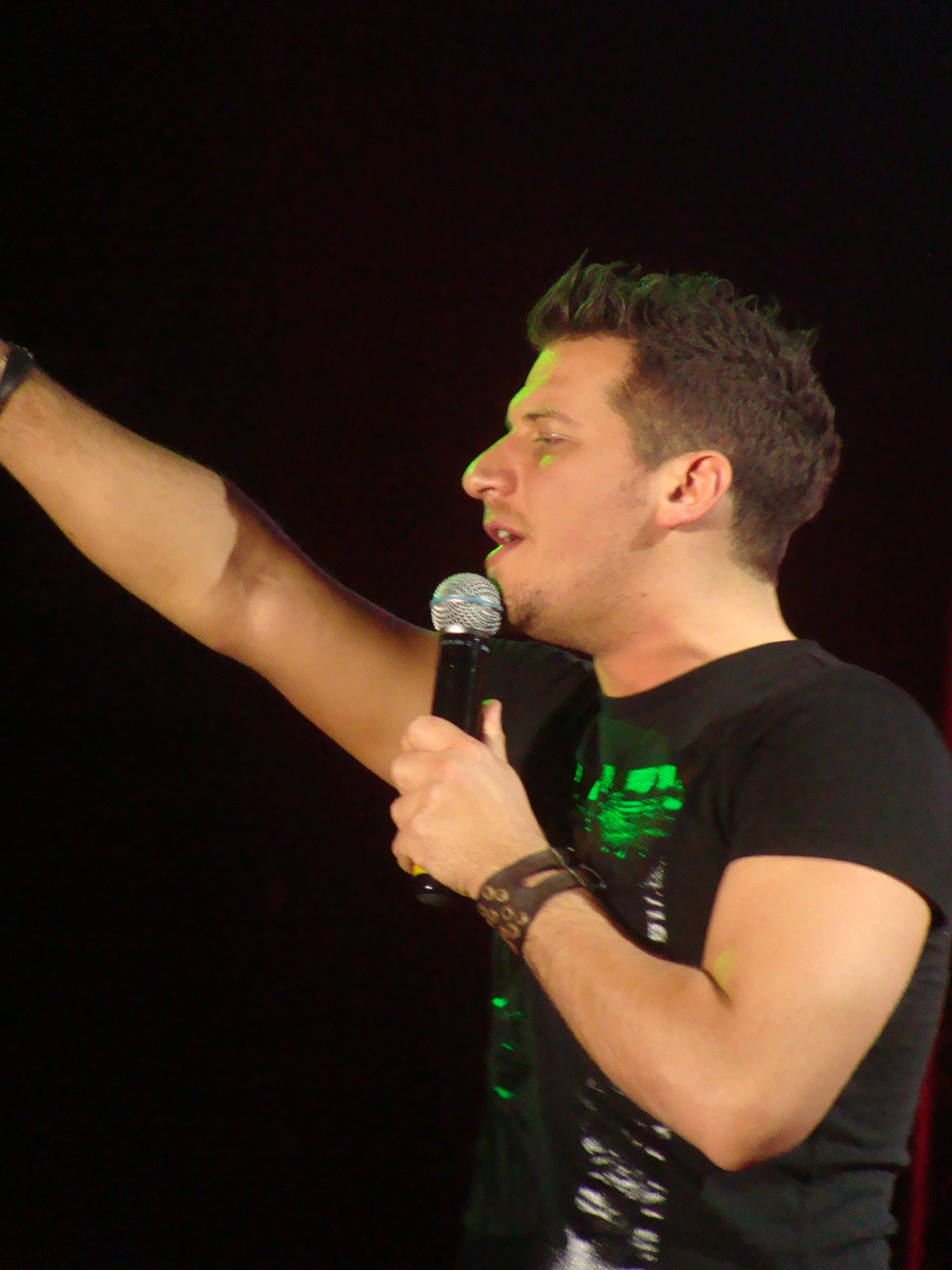
Vastag Csaba
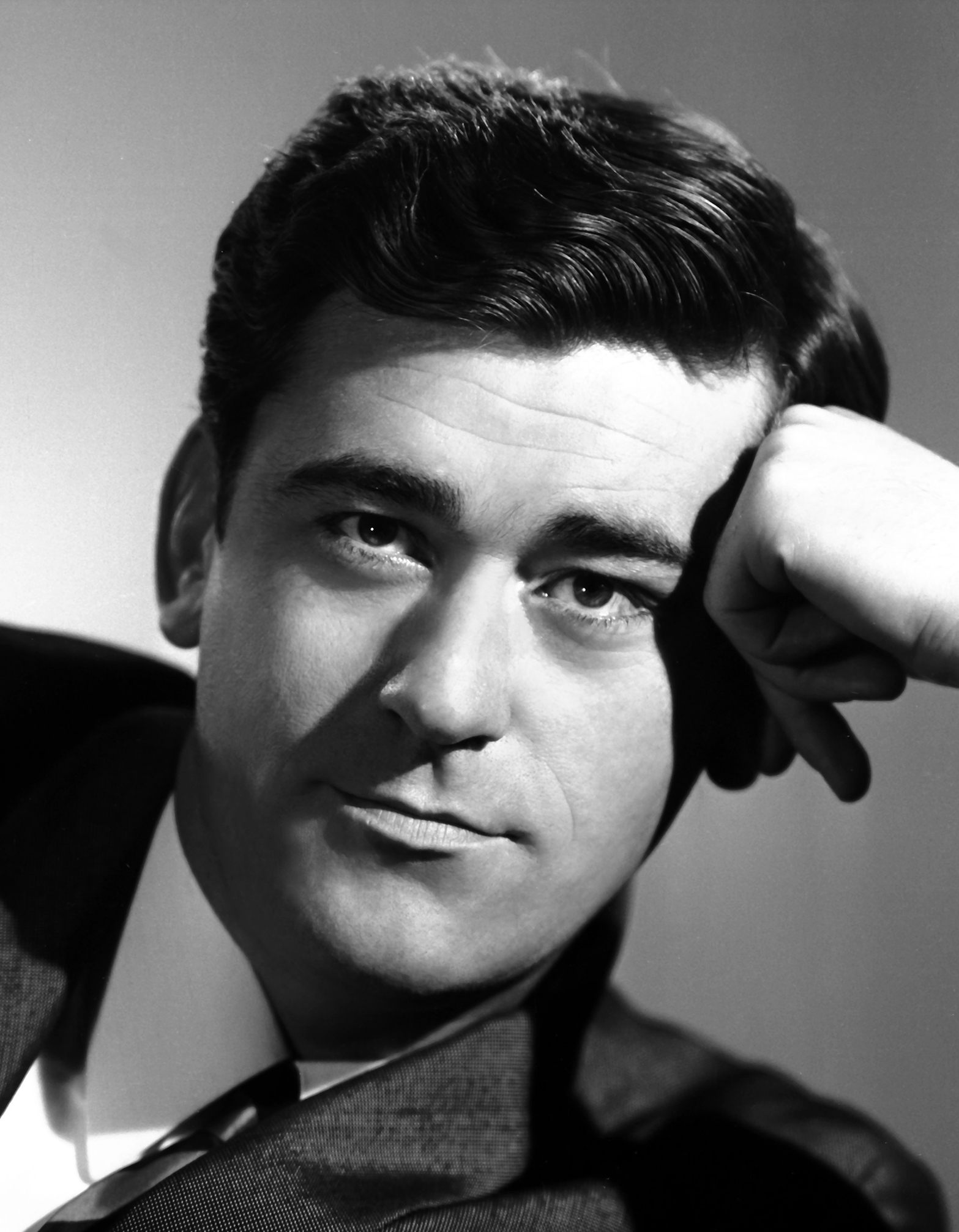
Koós János
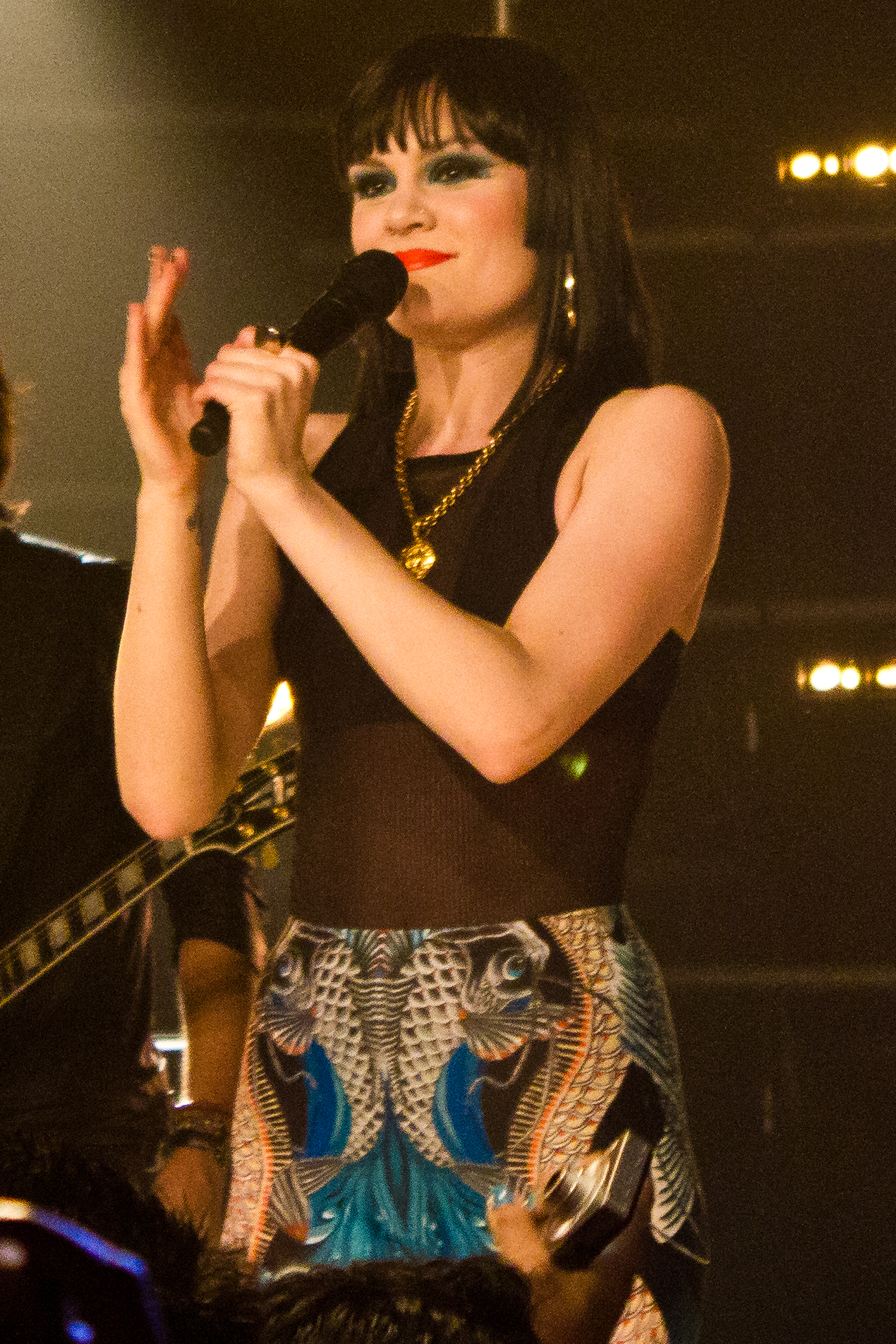
Jessie J
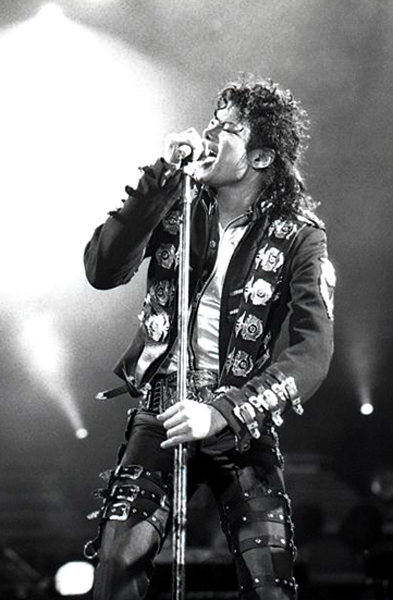
Michael Jackson
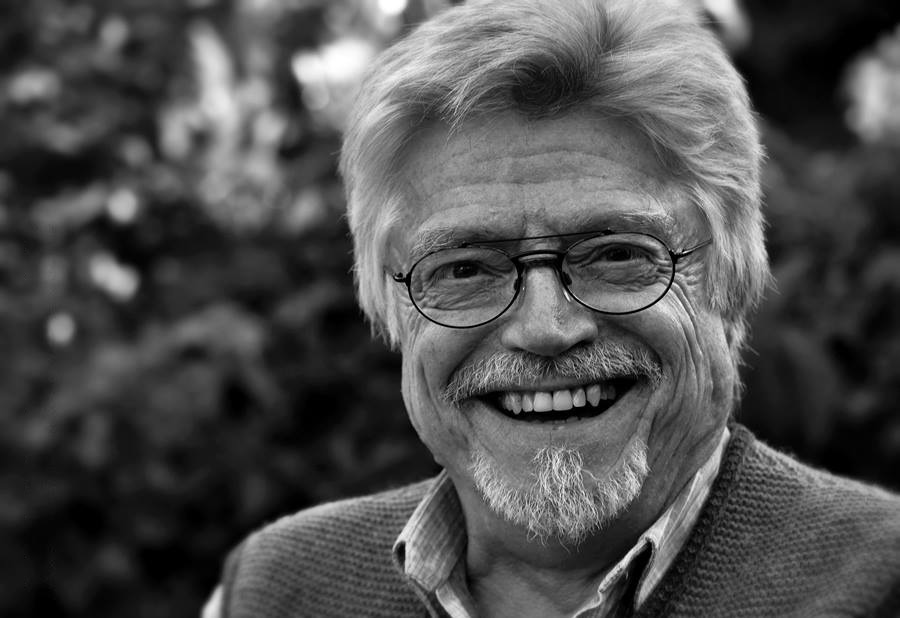
Szörényi Levente
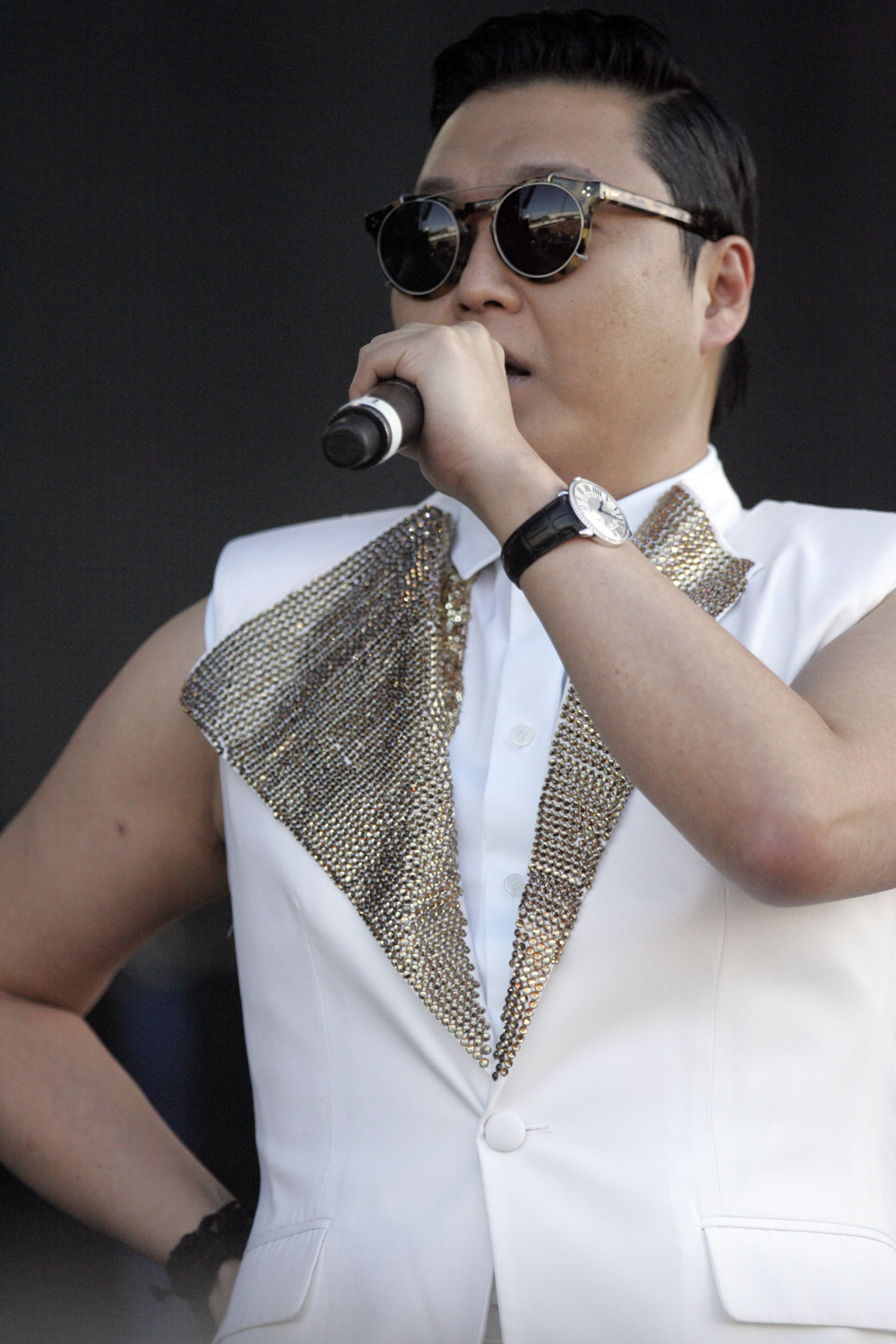
PSY
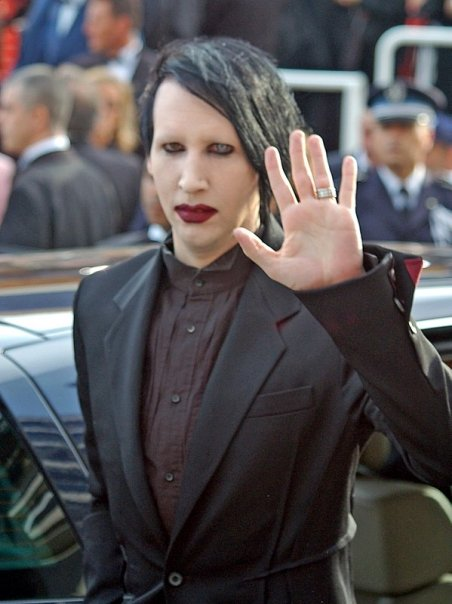
Marilyn Manson
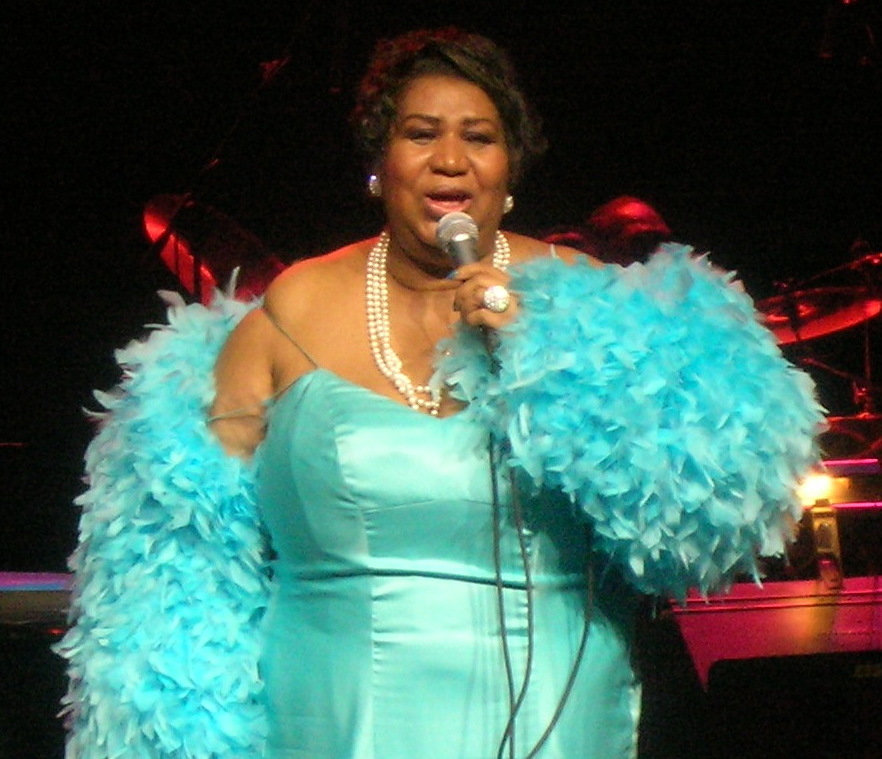
Aretha Franklin
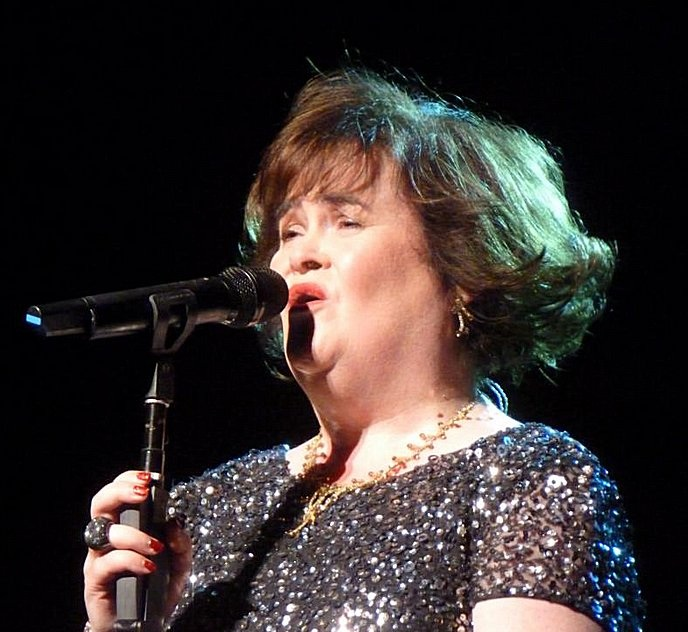
Susan Boyle
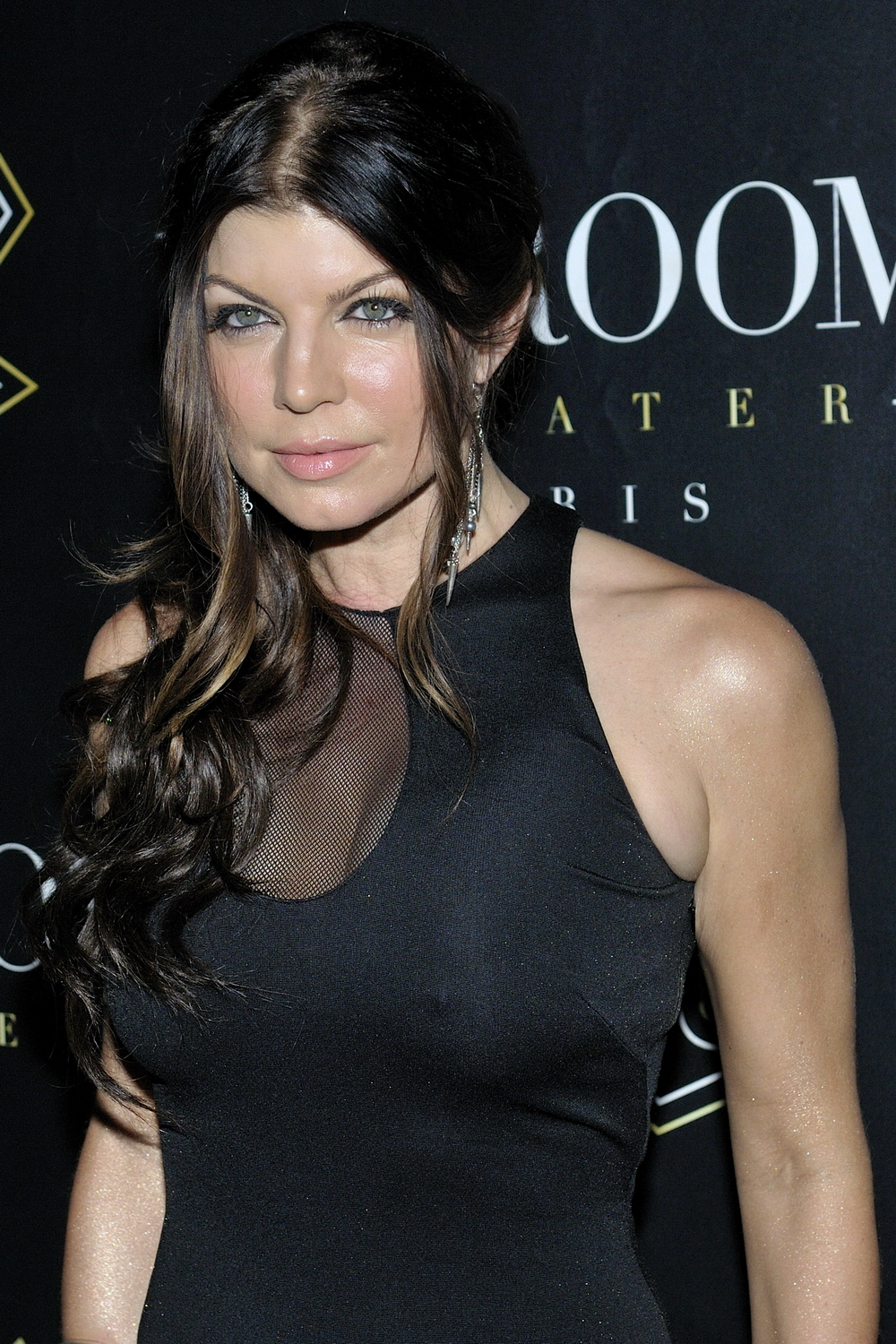
Fergie
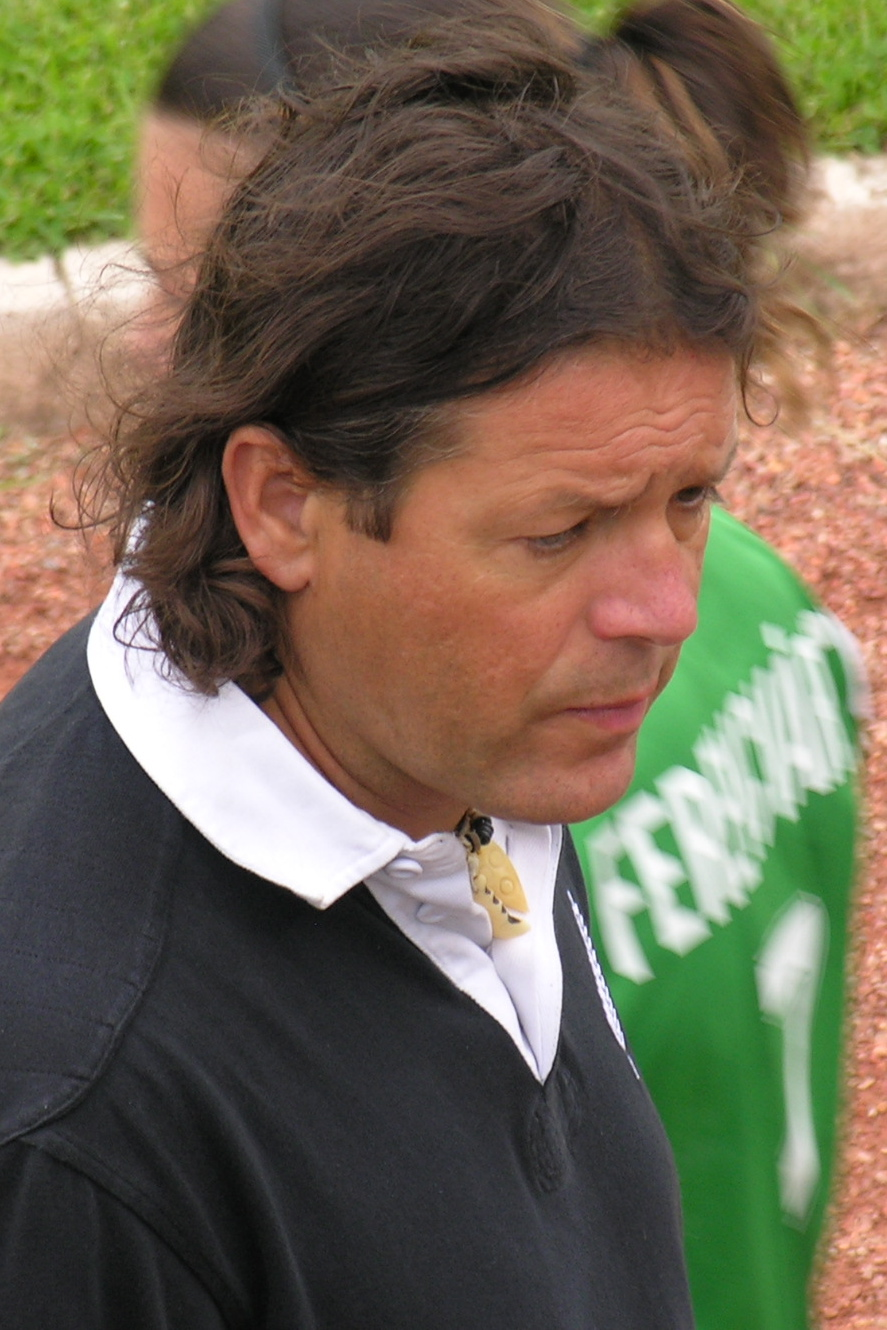
Hevesi Tamás
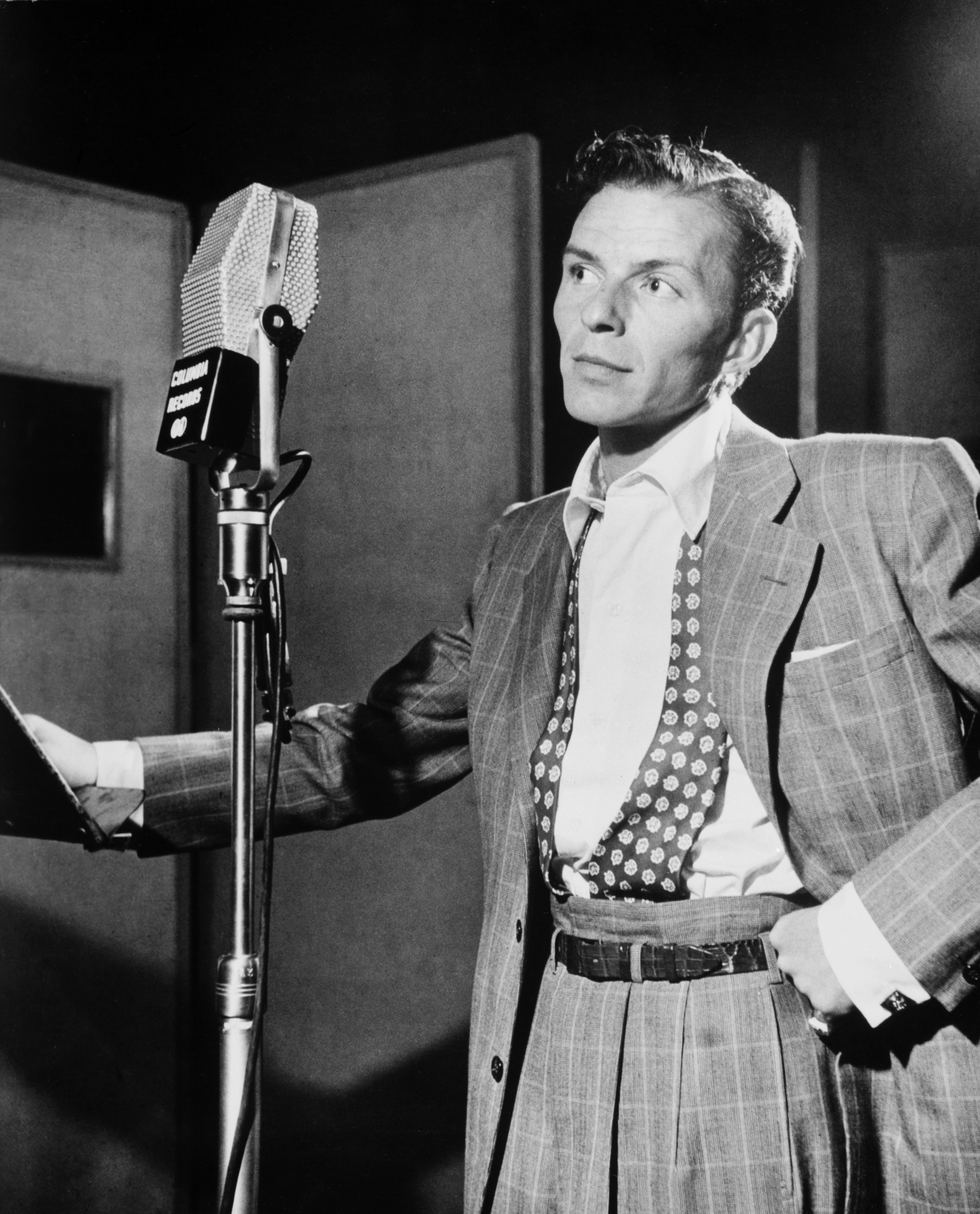
Frank Sinatra
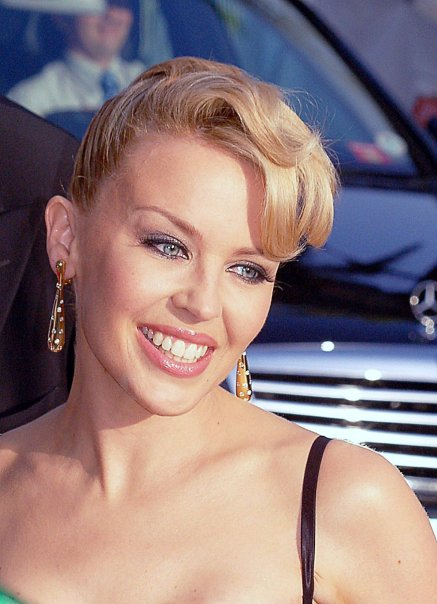
Kylie Minogue
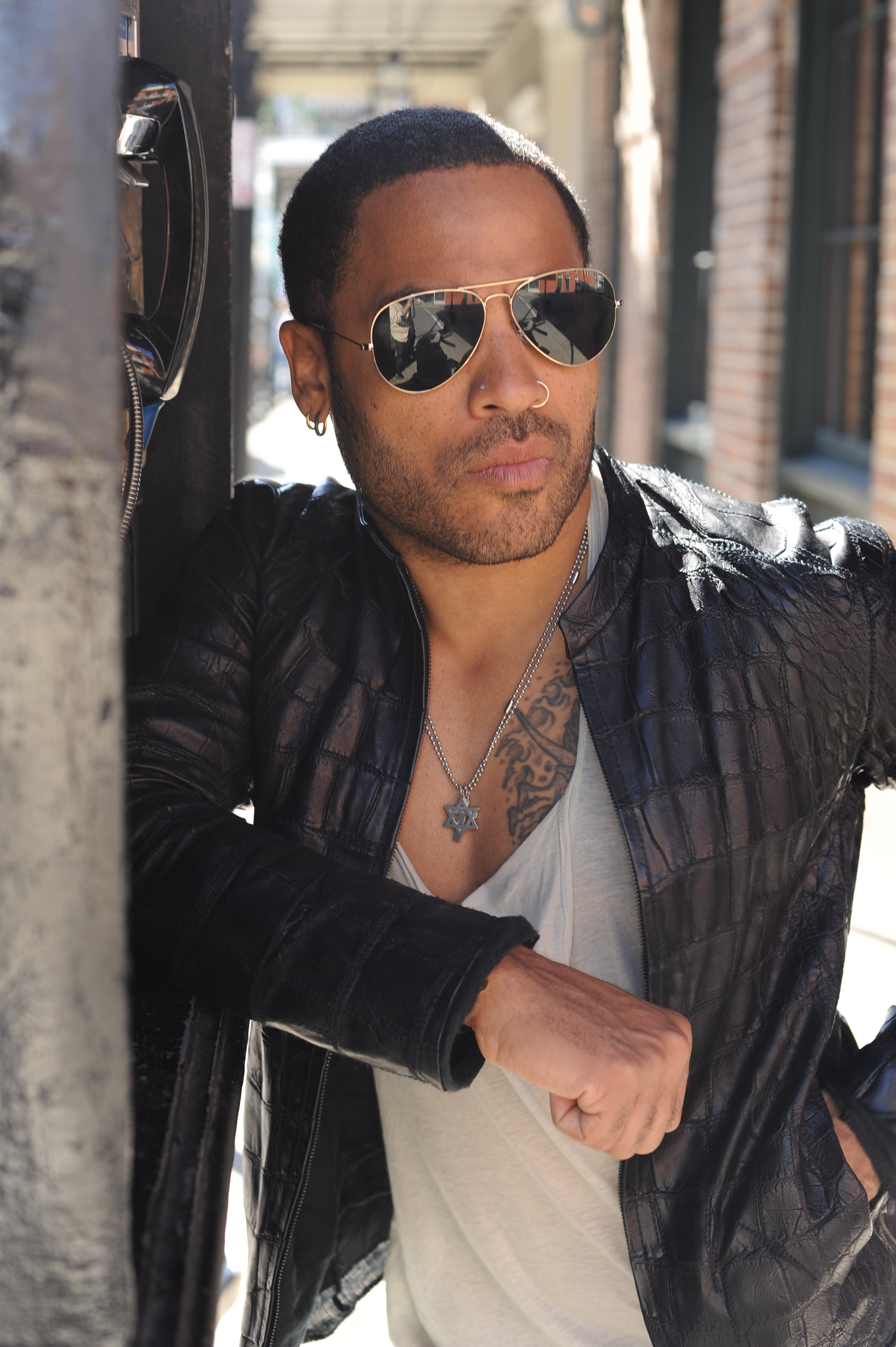
Lenny Kravitz
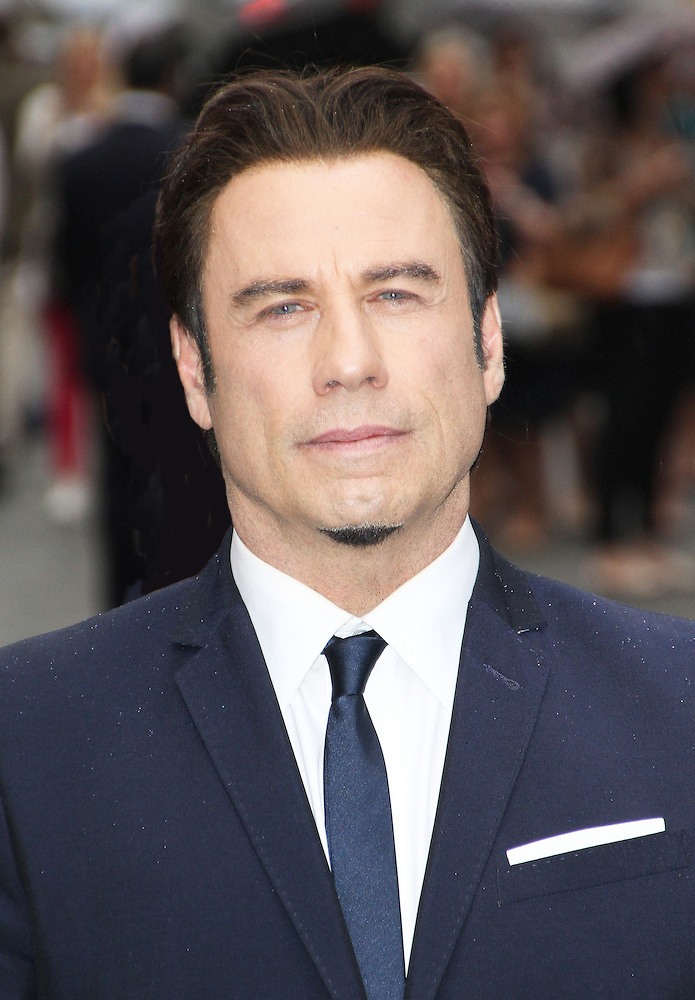
John Travolta
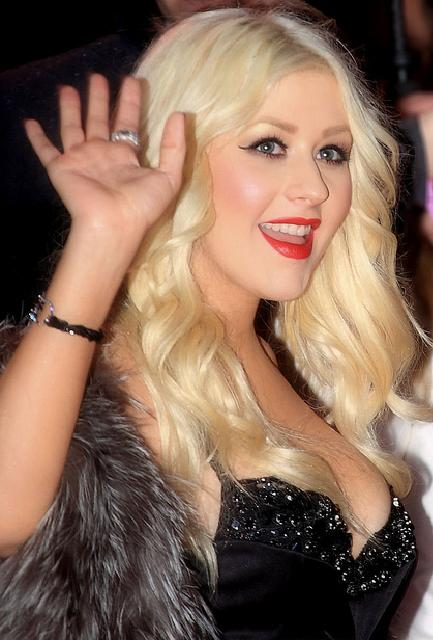
Christina Aguilera
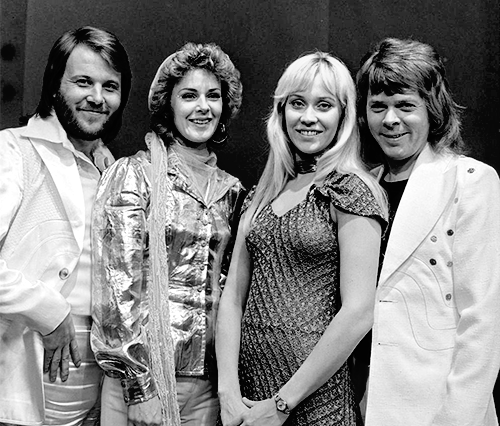
ABBA
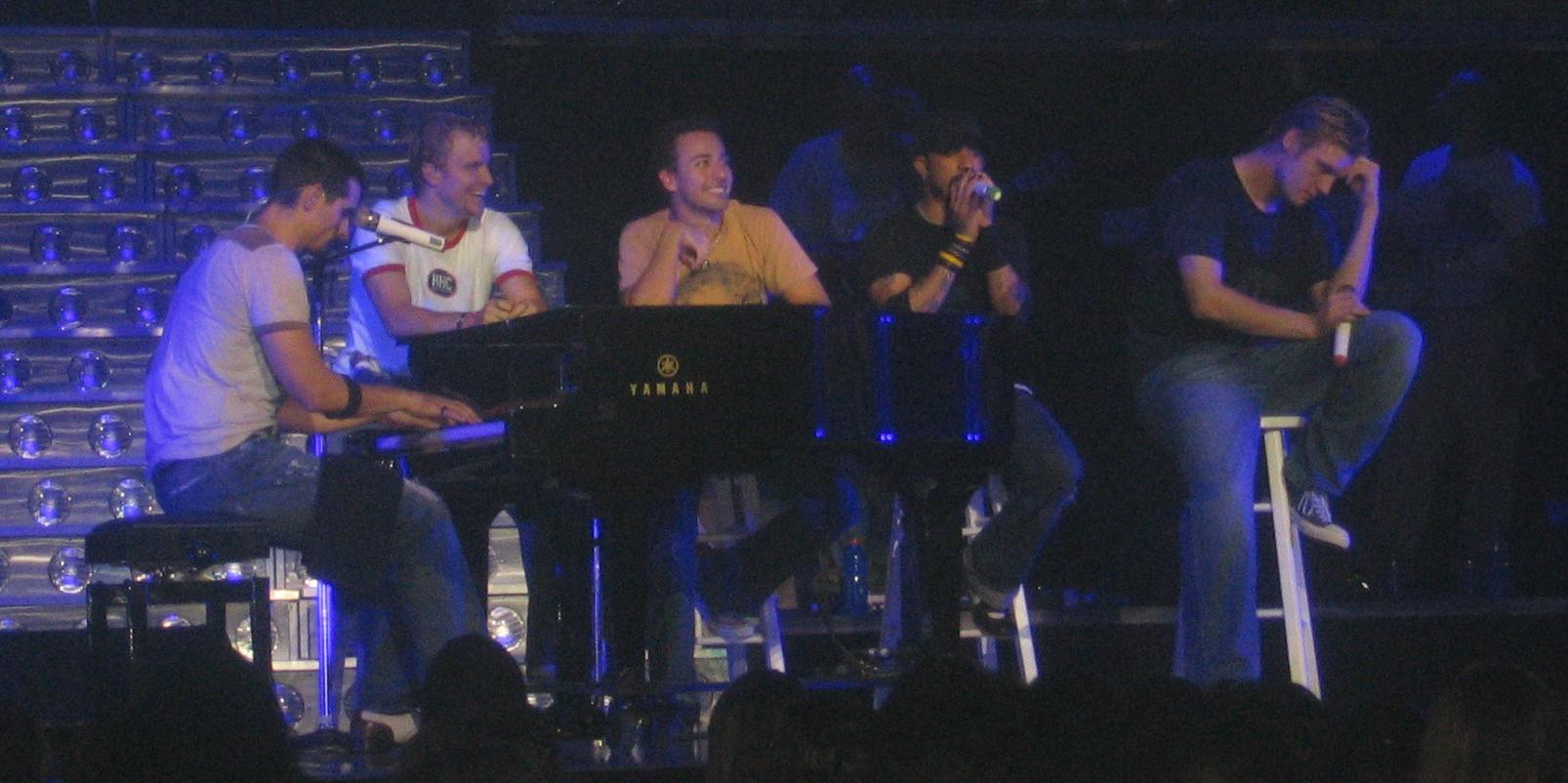
Backstreet Boys
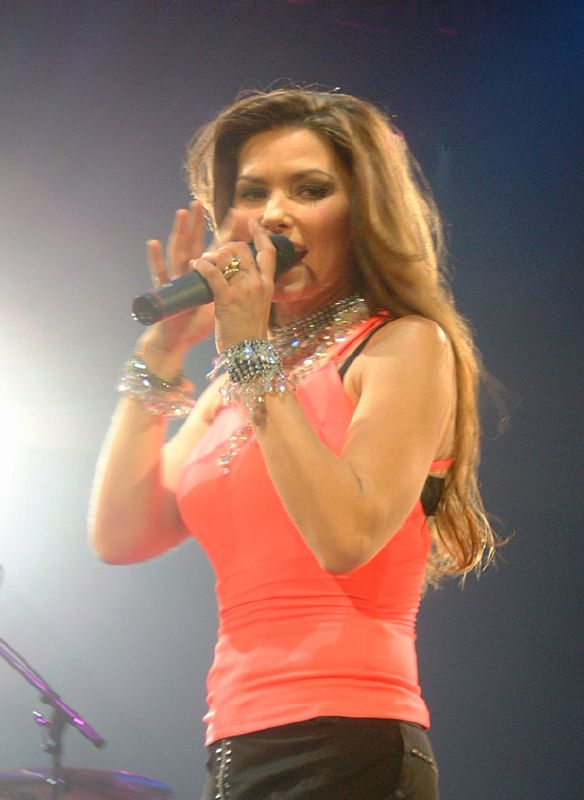
Shania Twain
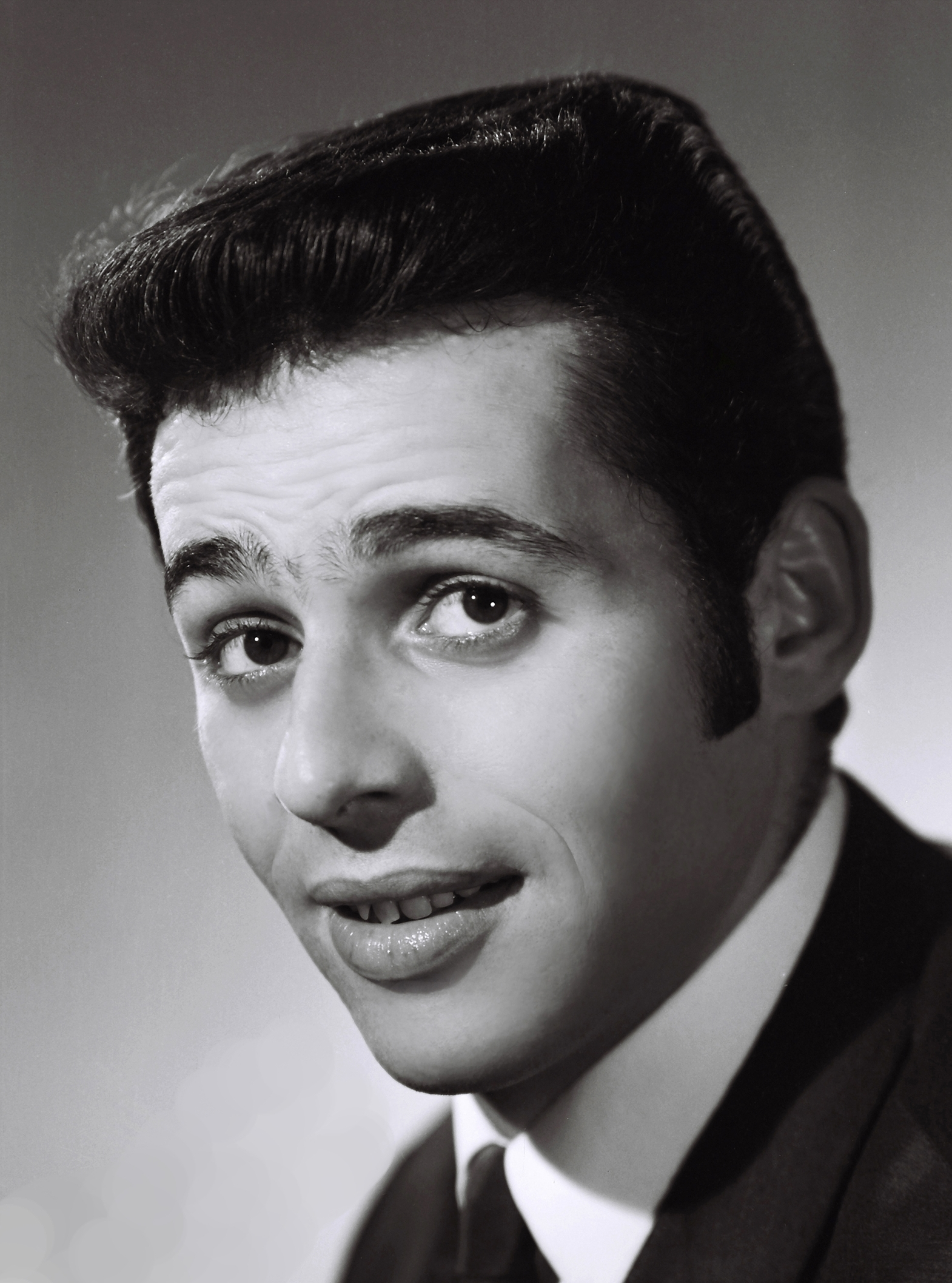
Szécsi Pál
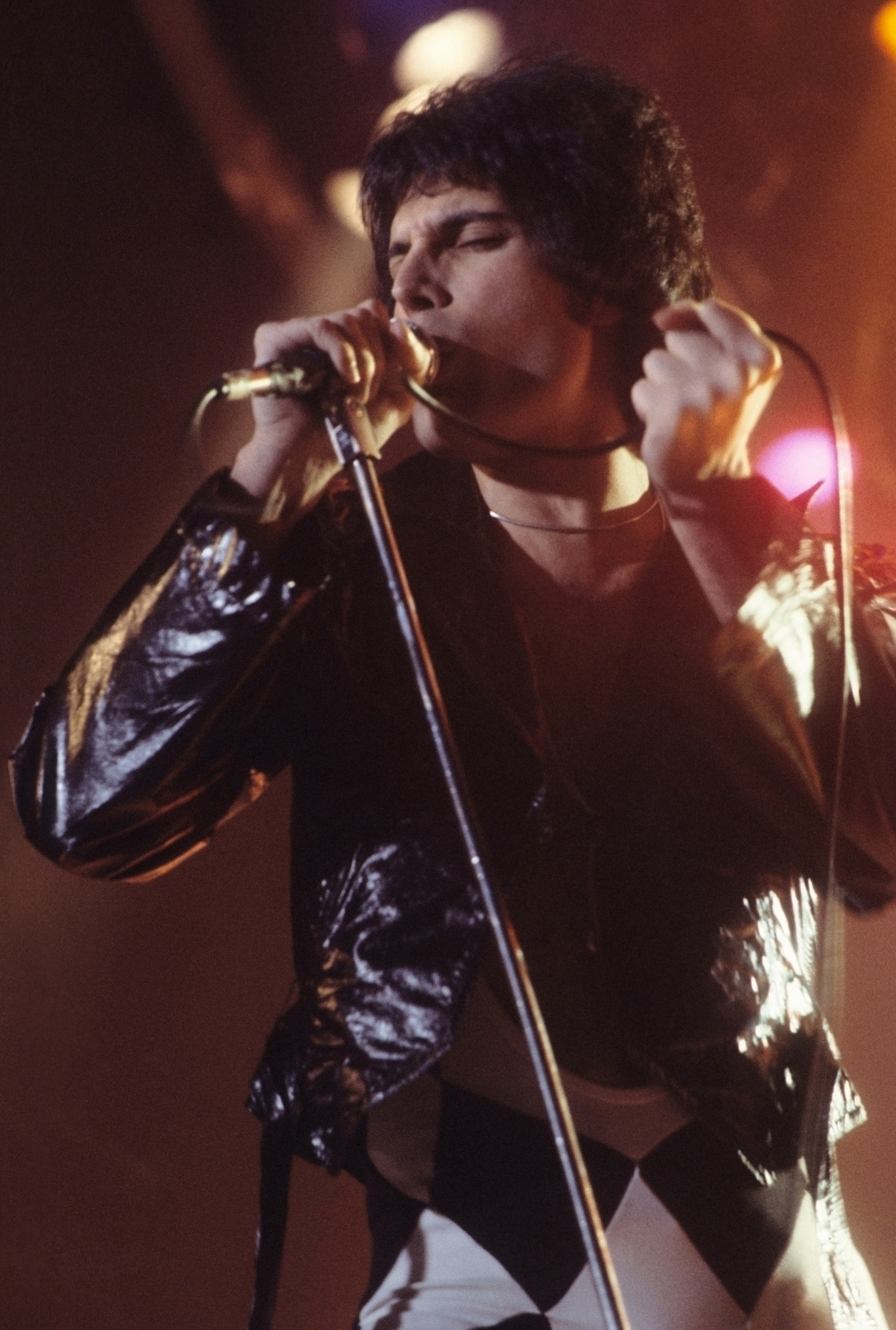
Freddie Mercury
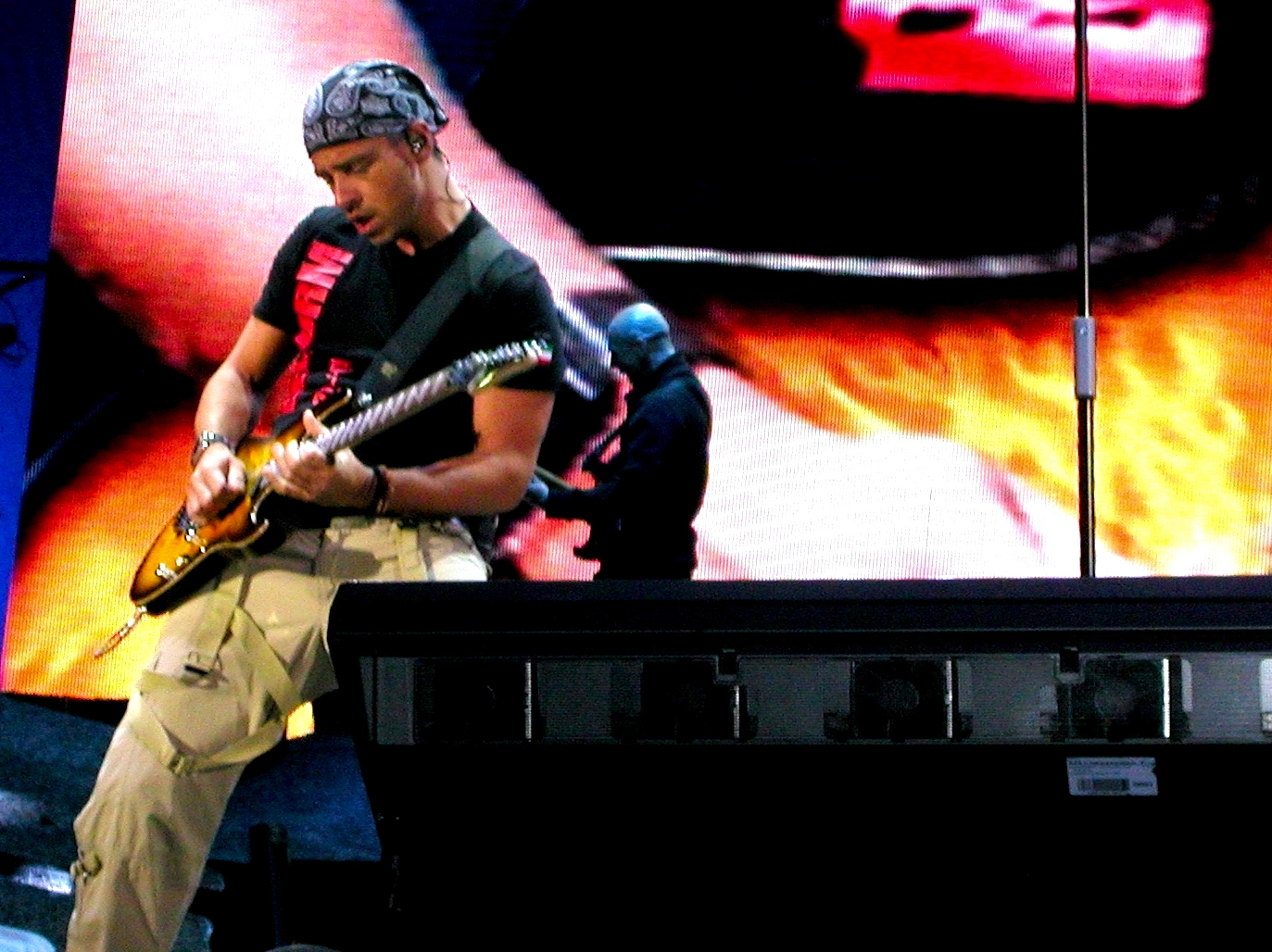
Eros Ramazzotti
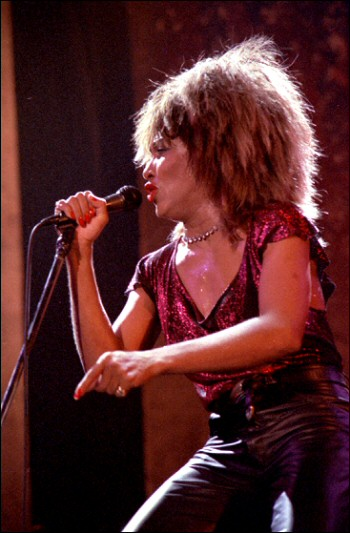
Tina Turner
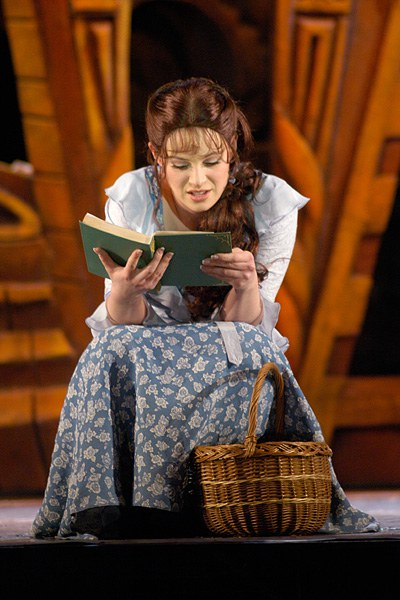
Szinetár Dóra
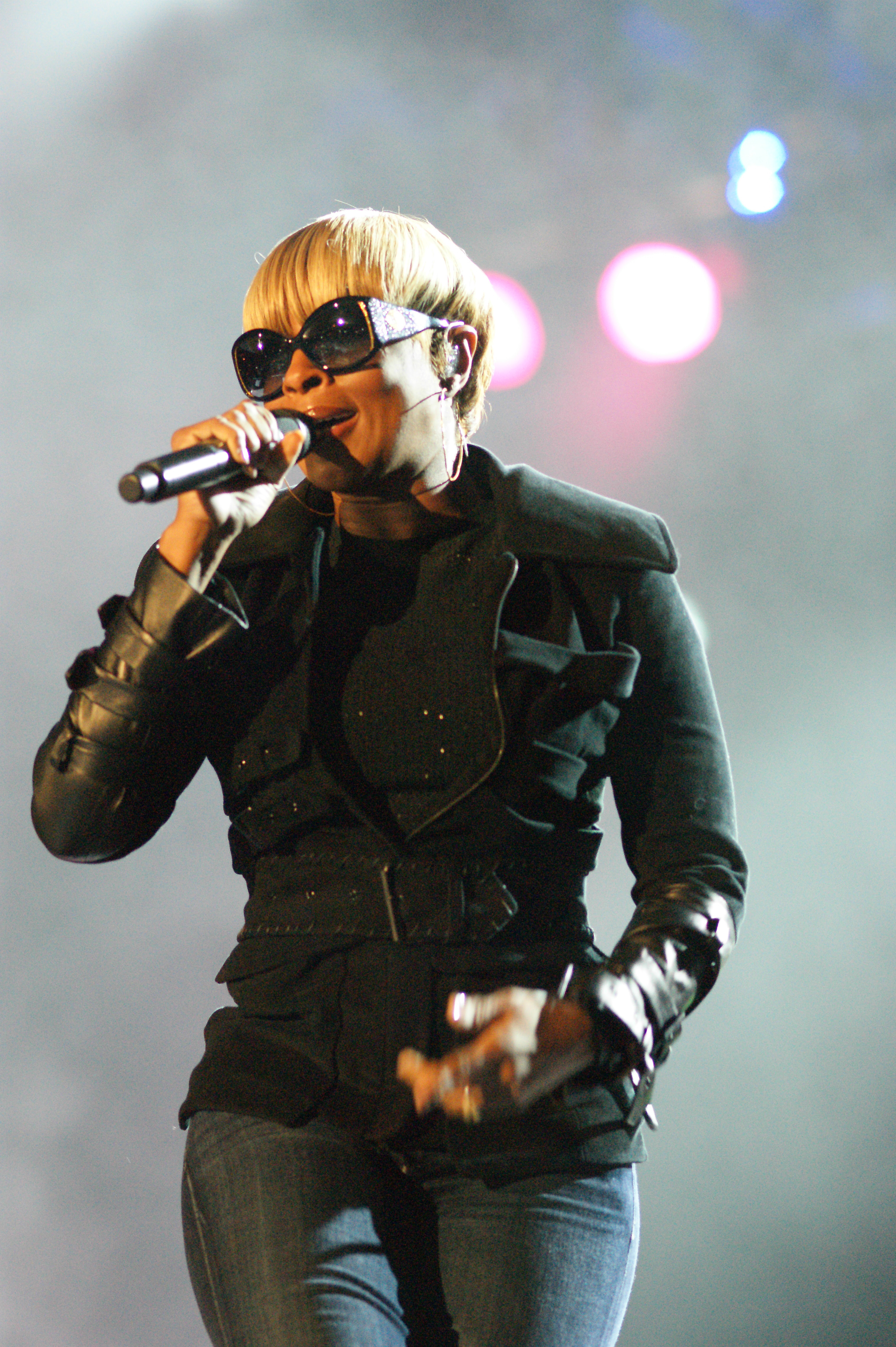
Mary J. Blige
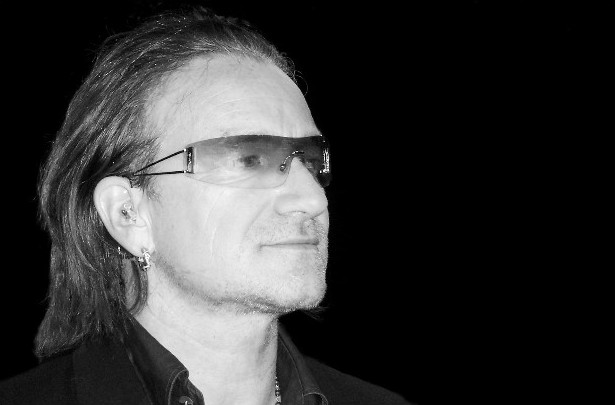
Bono
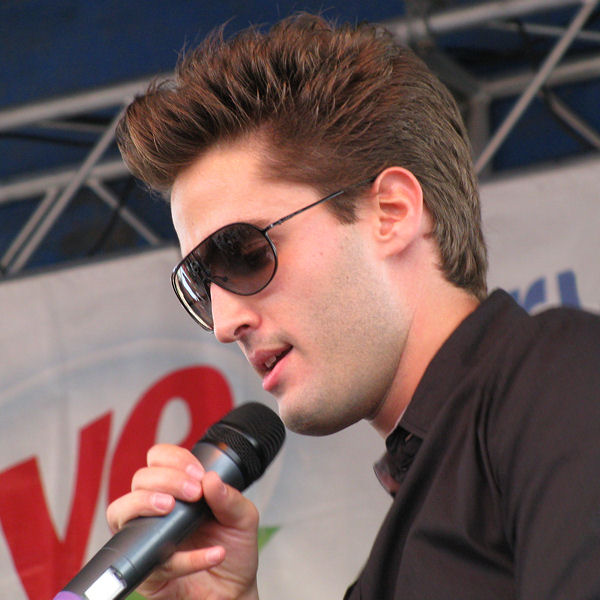
Király Viktor
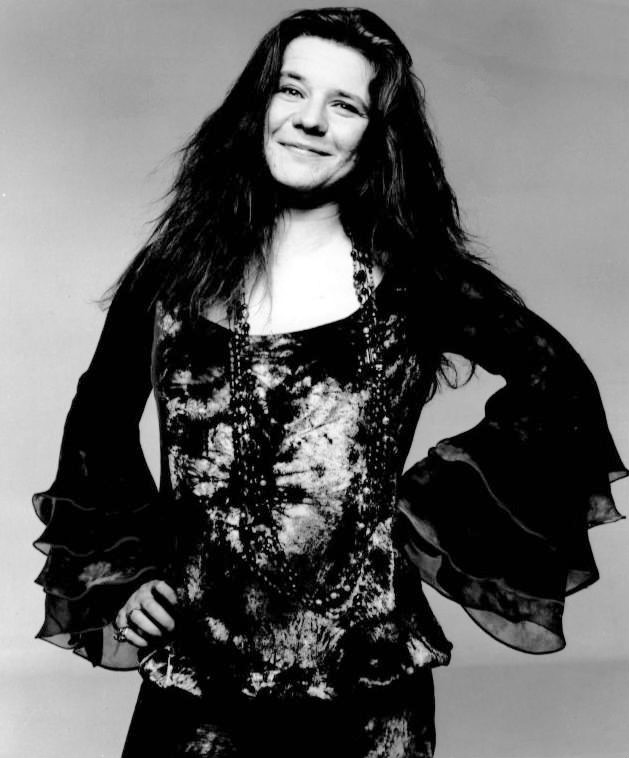
Janis Joplin
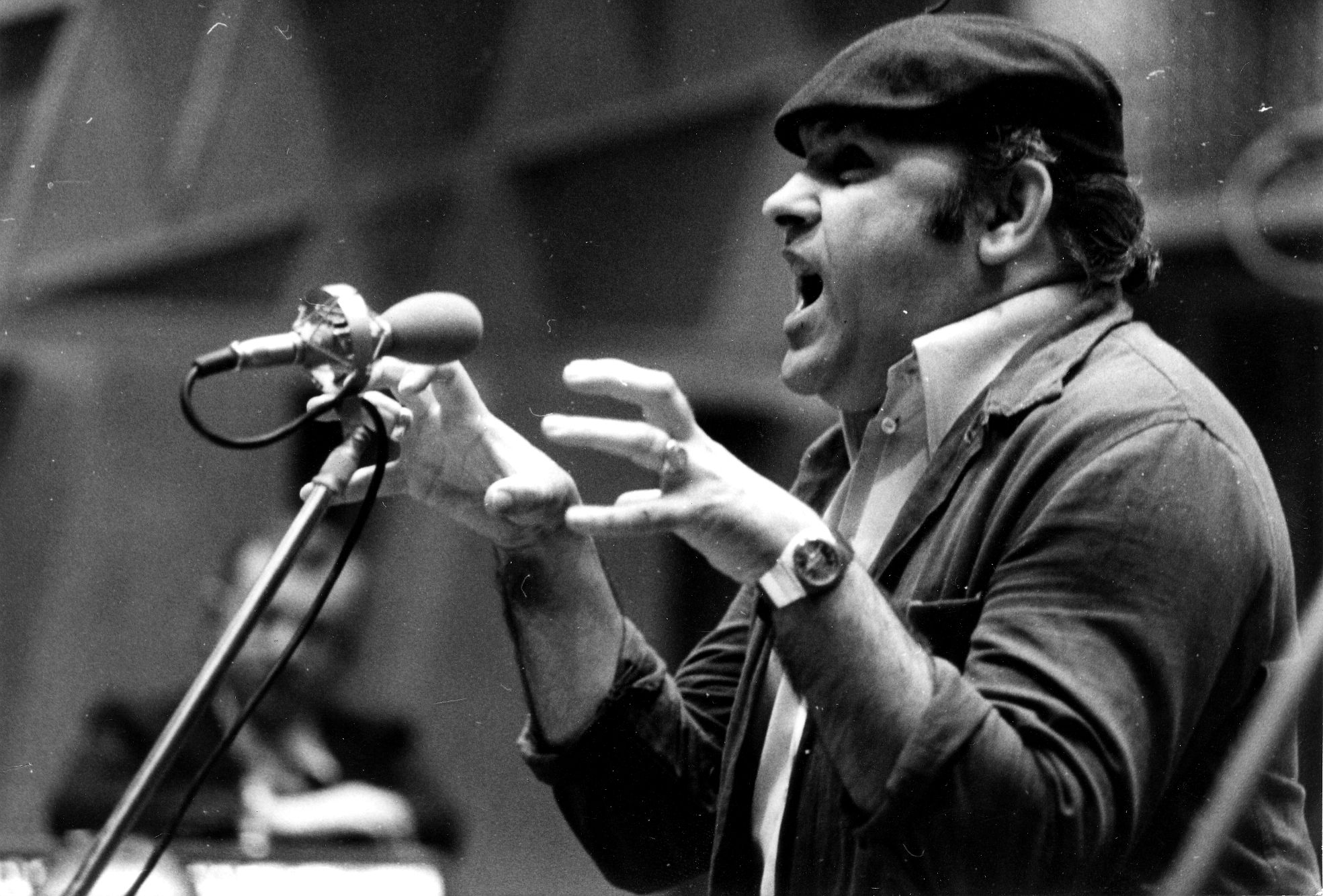
Hofi Géza
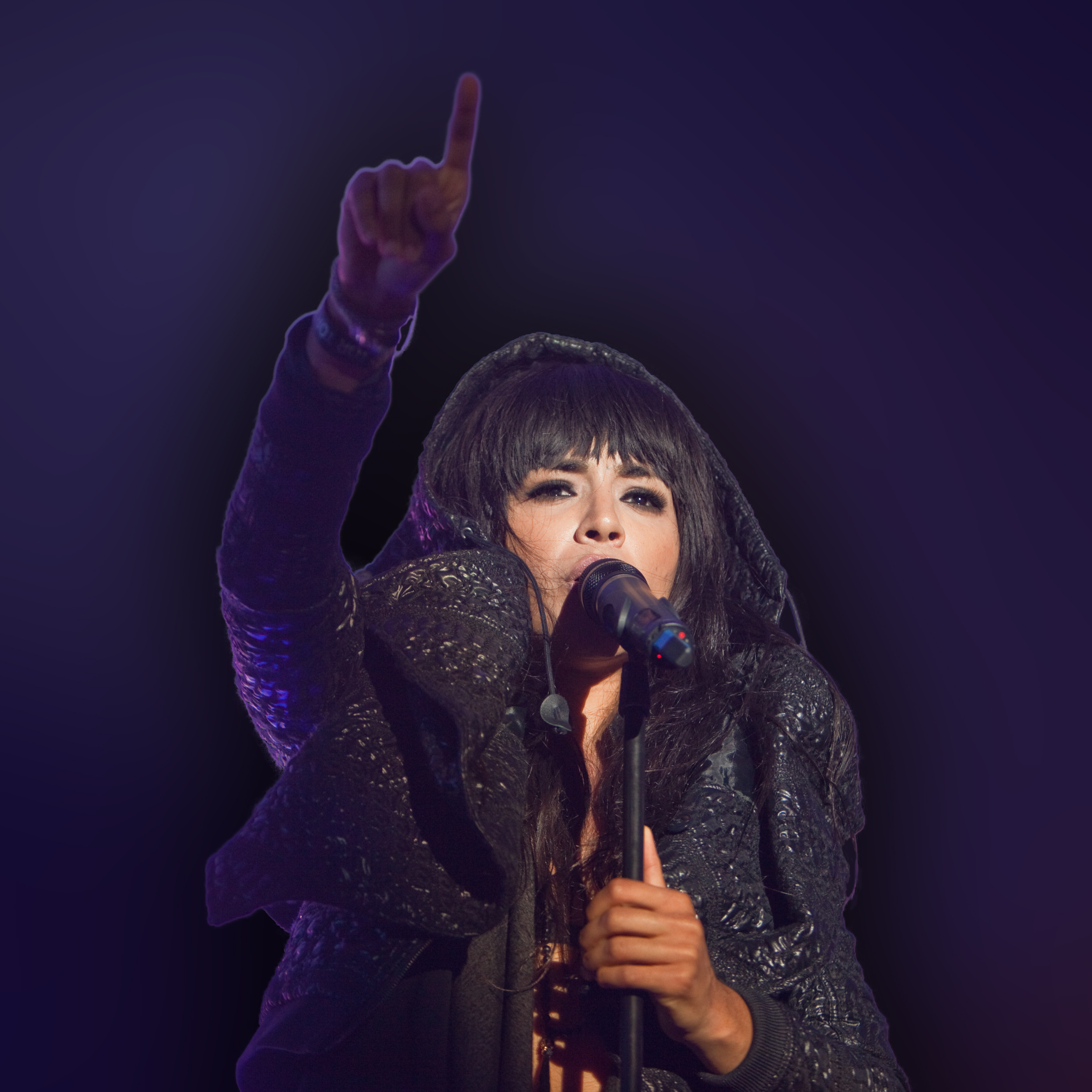
Loreen
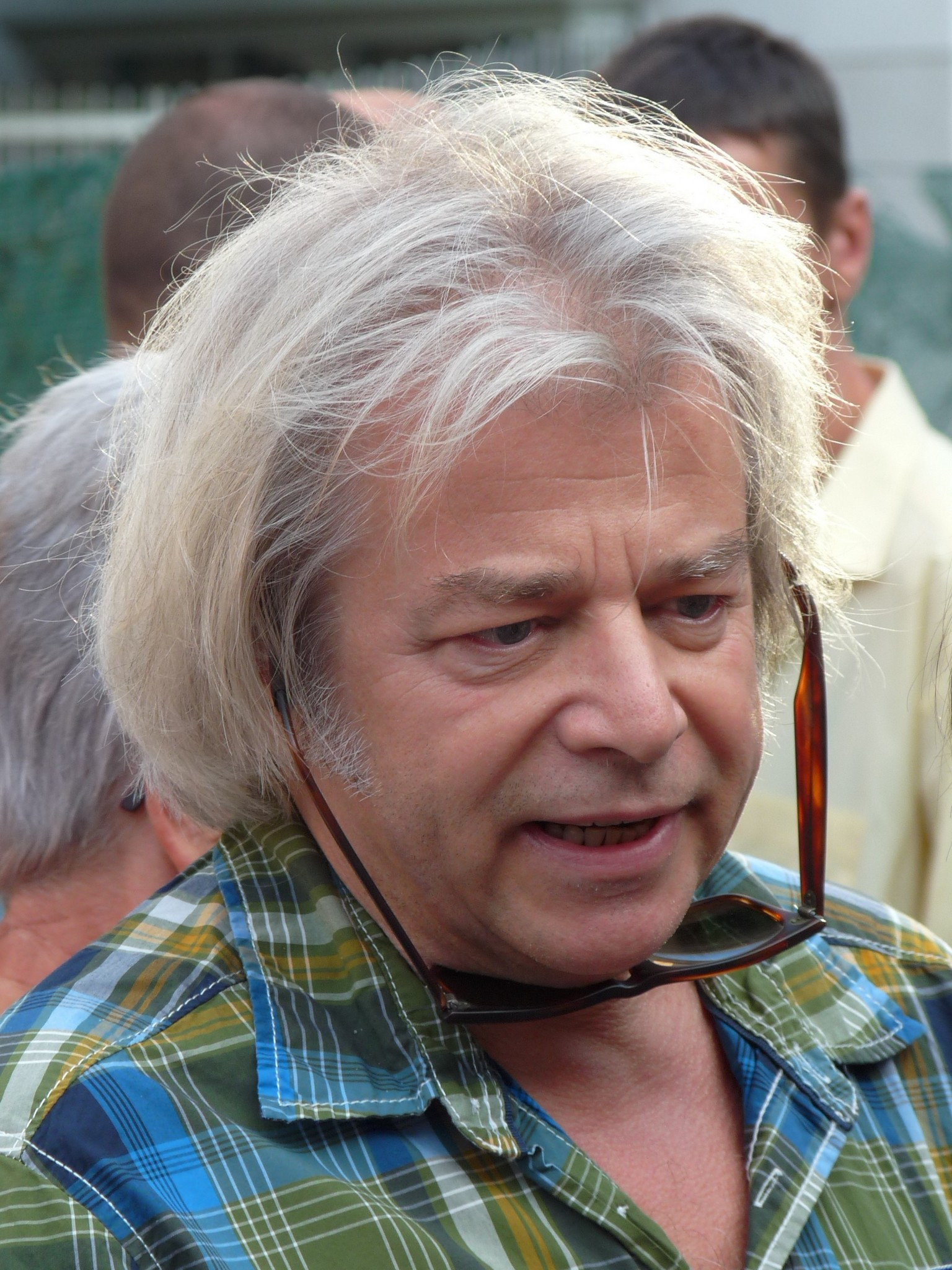
Somló Tamás
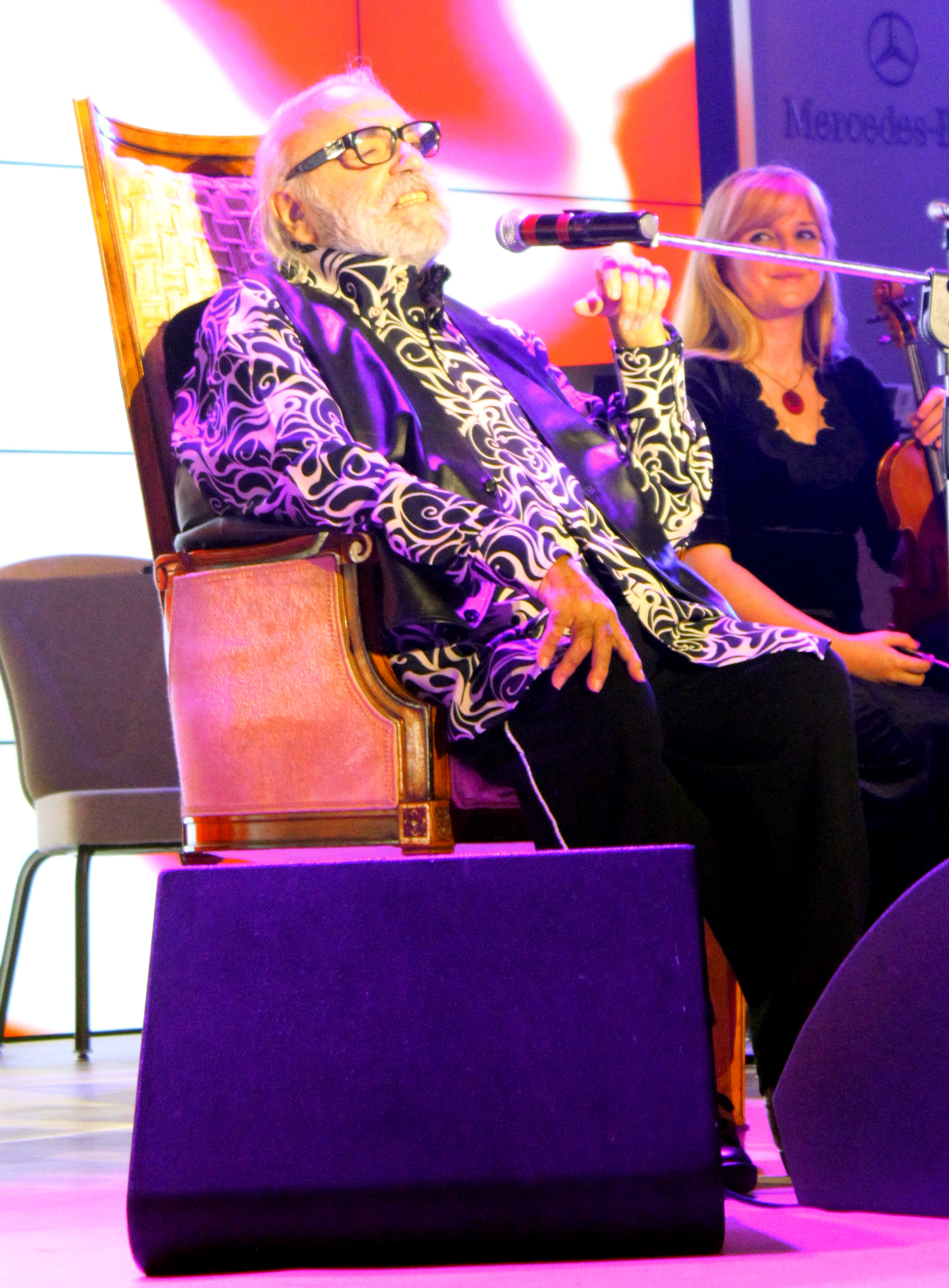
Demis Roussos

## Nézettség
A +4-es adatok a teljes lakosságra, a 18–59-es adatok a célközönségre vonatkoznak. A nézettség csak a TV2 által főműsoridőben sugárzott adások adatait mutatja.
| Epizód  | Vetítés              | Teljes lakosság (+4) | Teljes lakosság (+4) | Teljes lakosság (+4) | Célközönség (18–59) | Célközönség (18–59) | Célközönség (18–59) | Forrás |
| Epizód  | Vetítés              | AMR (fő)             | SHR (%)              | Heti helyezés        | AMR (fő)            | SHR (%)             | Heti helyezés       | Forrás |
| ------- | -------------------- | -------------------- | -------------------- | -------------------- | ------------------- | ------------------- | ------------------- | ------ |
| 1. adás | 2014. szeptember 7.  | 1 289 338            | 28,5                 | 2.                   | 681 599             | 26,2                | 2.                  | [ 4 ]  |
| 2. adás | 2014. szeptember 14. | 1 537 178            | 31,4                 | 2.                   | 818 960             | 29,7                | 2.                  | [ 5 ]  |
| 3. adás | 2014. szeptember 21. | 1 610 204            | 34,2                 | 2.                   | 881 880             | 33,1                | 2.                  | [ 6 ]  |
| 4. adás | 2014. szeptember 28. | 1 715 068            | 35,1                 | 2.                   | 936 186             | 32,9                | 2.                  | [ 7 ]  |
| 5. adás | 2014. október 5.     | 1 468 066            | 29,2                 | 2.                   | 794 161             | 27,7                | 2.                  | [ 8 ]  |
| 6. adás | 2014. október 12.    | 1 209 275            | 24,6                 | 4.                   | 706 134             | 24,6                | 3.                  | [ 9 ]  |
| 7. adás | 2014. október 19.    | 1 551 315            | 31,3                 | 1.                   | 877 876             | 30,7                | 1.                  | [ 10 ] |
| 8. adás | 2014. október 26.    | 1 695 215            | 33,6                 | 1.                   | 927 114             | 31,9                | 1.                  | [ 11 ] |

Az adásokat egy héttel később, vasárnap délelőtt a Super TV2 megismételte.